# Elezioni amministrative in Italia del 2017
Le elezioni amministrative in Italia del 2017 si sono tenute domenica 11 giugno, con turno di ballottaggio domenica 25 giugno. Le elezioni si sono svolte in 1 009 comuni (785 appartenenti a regioni a statuto ordinario e 224 a regioni a statuto speciale). In Trentino-Alto Adige e in Valle d'Aosta si sono svolte il 7 maggio, rispettivamente in 2 e 3 comuni. Il 26 novembre si è votato per il rinnovo dell’amministrazione comunale nel comune valdostano di Courmayeur.
Si è votato in 161 comuni con popolazione superiore a 15 000 abitanti e in 849 comuni con popolazione sino a 15 000 abitanti oltre che in 9 nuovi comuni istituiti nel 2017 mediante fusioni amministrative di territorio: quattro nelle Marche, tre in Lombardia, tre in Toscana, uno in Calabria, uno in Emilia-Romagna, uno in Veneto e uno in Piemonte.
I comuni capoluogo di regione, provincia o città metropolitana o libero consorzio comunale in cui si è tenuto il voto sono 25: Alessandria, Asti, Belluno, Catanzaro, Como, Cuneo, Frosinone, Genova, Gorizia, L'Aquila, La Spezia, Lecce, Lodi, Lucca, Monza, Oristano, Padova, Palermo, Parma, Piacenza, Pistoia, Rieti, Taranto, Trapani e Verona.
In 7 comuni (Austis, Cencenighe Agordino, Elva, Faeto, Penna San Giovanni, San Luca e Soddì) le elezioni sono state rinviate al 2018 per la mancata presentazione di liste di candidati.

## Riepilogo sindaci eletti
Coalizione di centro
     Coalizione di centro-sinistra
     Coalizione di centro-destra
     Movimento 5 Stelle
     Liste civiche
     Coalizione di sinistra
     Commissario prefettizio
| Regione               | Comune      | Popolazione (2016) | Sindaco uscente | Sindaco uscente            | Sindaco eletto | Sindaco eletto                         | Primo turno | Primo turno | Secondo turno | Secondo turno | Seggi   |
| Regione               | Comune      | Popolazione (2016) | Sindaco uscente | Sindaco uscente            | Sindaco eletto | Sindaco eletto                         | Voti        | %           | Voti          | %             | Seggi   |
| --------------------- | ----------- | ------------------ | --------------- | -------------------------- | -------------- | -------------------------------------- | ----------- | ----------- | ------------- | ------------- | ------- |
| Piemonte              | Alessandria | 93.894             |                 | Maria Rita Rossa (PD)      |                | Gianfranco Cuttica di Revigliasco (LN) | 12.144      | 30,25%      | 18.762        | 55,68%        | 20 / 32 |
| Piemonte              | Asti        | 76.048             |                 | Fabrizio Brignolo (PD)     |                | Maurizio Rasero (FI)                   | 15.868      | 47,62%      | 13.218        | 54,90%        | 20 / 32 |
| Piemonte              | Cuneo       | 56.051             |                 | Federico Borgna (UdC)      |                | Federico Borgna (Ind.)                 | 15.400      | 59,65%      | —             | —             | 21 / 32 |
| Lombardia             | Como        | 84.495             |                 | Mario Lucini (PD)          |                | Mario Landriscina (Ind.)               | 11.826      | 34,77%      | 13.045        | 52,68%        | 20 / 32 |
| Lombardia             | Lodi        | 44.945             |                 | Mariano Savastano          |                | Sara Casanova (LN)                     | 5.523       | 27,32%      | 9.859         | 56,90%        | 19 / 32 |
| Lombardia             | Monza       | 122.849            |                 | Roberto Scanagatti (PD)    |                | Dario Allevi (FI)                      | 19.344      | 39,84%      | 21.869        | 51,33%        | 20 / 32 |
| Veneto                | Belluno     | 35.870             |                 | Jacopo Massaro (Ind.)      |                | Jacopo Massaro (Ind.)                  | 7.555       | 46,19%      | 8.511         | 63,15%        | 20 / 32 |
| Veneto                | Padova      | 211.215            |                 | Paolo De Biagi             |                | Sergio Giordani (PD)                   | 28.593      | 29,20%      | 47.888        | 51,84%        | 19 / 32 |
| Veneto                | Verona      | 258.274            |                 | Flavio Tosi (Fare!)        |                | Federico Sboarina (Ind.)               | 33.440      | 29,13%      | 46.962        | 58,11%        | 22 / 36 |
| Friuli-Venezia Giulia | Gorizia     | 34.844             |                 | Ettore Romoli (FI)         |                | Rodolfo Ziberna (FI)                   | 8.543       | 49,88%      | 7.774         | 59,79%        | 24 / 40 |
| Liguria               | Genova      | 585.407            |                 | Marco Doria (Ind.)         |                | Marco Bucci (Ind.)                     | 88.781      | 38,80%      | 112.398       | 55,24%        | 24 / 40 |
| Liguria               | La Spezia   | 116.456            |                 | Massimo Federici (PD)      |                | Pierluigi Peracchini (Ind.)            | 13.187      | 32,61%      | 20.636        | 59,98%        | 19 / 32 |
| Emilia-Romagna        | Parma       | 194.001            |                 | Federico Pizzarotti (M5S)  |                | Federico Pizzarotti (Ind.)             | 26.496      | 34,78%      | 37.157        | 57,87%        | 20 / 32 |
| Emilia-Romagna        | Piacenza    | 102.191            |                 | Paolo Dosi (PD)            |                | Patrizia Barbieri (Ind.)               | 14.625      | 34,78%      | 20.500        | 58,54%        | 20 / 32 |
| Toscana               | Lucca       | 89.781             |                 | Alessandro Tambellini (PD) |                | Alessandro Tambellini (PD)             | 13.922      | 37,48%      | 17.453        | 50,52%        | 20 / 32 |
| Toscana               | Pistoia     | 90.315             |                 | Samuele Bertinelli (PD)    |                | Alessandro Tomasi (FdI)                | 10.435      | 26,68%      | 19.049        | 54,28%        | 20 / 32 |
| Lazio                 | Frosinone   | 46.323             |                 | Nicola Ottaviani (FI)      |                | Nicola Ottaviani (FI)                  | 15.038      | 56,38%      | —             | —             | 20 / 32 |
| Lazio                 | Rieti       | 47.698             |                 | Simone Petrangeli (SEL)    |                | Antonio Cicchetti (FI)                 | 13.138      | 47,29%      | 12.660        | 50,20%        | 20 / 32 |
| Abruzzo               | L'Aquila    | 69.627             |                 | Massimo Cialente (PD)      |                | Pierluigi Biondi (FdI)                 | 14.142      | 35,84%      | 16.410        | 53,52%        | 20 / 32 |
| Puglia                | Lecce       | 94.916             |                 | Paolo Perrone (CR)         |                | Carlo Salvemini (Ind.)                 | 15.243      | 28,90%      | 22.050        | 54,76%        | 14 / 32 |
| Puglia                | Taranto     | 200.461            |                 | Ippazio Stefano (SEL)      |                | Rinaldo Melucci (PD)                   | 16.799      | 17,92%      | 26.913        | 50,91%        | 20 / 32 |
| Calabria              | Catanzaro   | 90.612             |                 | Sergio Abramo (FI)         |                | Sergio Abramo (FI)                     | 21.055      | 39,72%      | 21.963        | 64,39%        | 20 / 32 |
| Sicilia               | Palermo     | 671.696            |                 | Leoluca Orlando (Ind.)     |                | Leoluca Orlando (Ind.)                 | 125.913     | 46,28%      | —             | —             | 24 / 40 |
| Sicilia               | Trapani     | 68.759             |                 | Vito Damiano (Ind.)        |                | Francesco Messineo                     | —           | —           | —             | —             | —       |
| Sardegna              | Oristano    | 31.630             |                 | Guido Tendas (PD)          |                | Andrea Lutzu (FI)                      | 4.955       | 29,60%      | 7.822         | 65,29%        | 15 / 24 |

## Elezioni comunali

### Piemonte

#### Alessandria
| Candidati                      | Candidati                                                | Voti                        | %     | Liste                                | Voti   | %     | Seggi |
| ------------------------------ | -------------------------------------------------------- | --------------------------- | ----- | ------------------------------------ | ------ | ----- | ----- |
|                                | Maria Rita Rossa Accede al ballottaggio                  | 12.821                      | 31,94 | Partito Democratico                  | 8.077  | 21,15 | 5     |
| Lista Rossa                    | Maria Rita Rossa Accede al ballottaggio                  | 12.821                      | 31,94 | 2.054                                | 5,38   | 1     |       |
| Moderati                       | Maria Rita Rossa Accede al ballottaggio                  | 12.821                      | 31,94 | 1.458                                | 3,82   | 1     |       |
| Sinistra per Alessandria       | Maria Rita Rossa Accede al ballottaggio                  | 12.821                      | 31,94 | 873                                  | 2,29   | -     |       |
| Seggio al candidato sindaco    | Seggio al candidato sindaco                              | Seggio al candidato sindaco | 31,94 | 1                                    |        |       |       |
|                                | Gianfranco Cuttica di Revigliasco Accede al ballottaggio | 12.144                      | 30,26 | Lega Nord                            | 5.280  | 13,82 | 9     |
| Forza Italia                   | Gianfranco Cuttica di Revigliasco Accede al ballottaggio | 12.144                      | 30,26 | 3.996                                | 10,46  | 7     |       |
| SiAmo Alessandria              | Gianfranco Cuttica di Revigliasco Accede al ballottaggio | 12.144                      | 30,26 | 1.956                                | 5,12   | 3     |       |
| Fratelli d'Italia              | Gianfranco Cuttica di Revigliasco Accede al ballottaggio | 12.144                      | 30,26 | 578                                  | 1,51   | 1     |       |
|                                | Michelangelo Serra                                       | 4.943                       | 12,31 | Movimento 5 Stelle                   | 4.649  | 12,17 | 2     |
|                                | Oria Trifoglio                                           | 4.653                       | 11,59 | Quarto Polo (A)                      | 2.364  | 6,19  | -     |
| Patto per Alessandria (B)      | Oria Trifoglio                                           | 4.653                       | 11,59 | 976                                  | 2,56   | -     |       |
| Partecipazione Democratica (C) | Oria Trifoglio                                           | 4.653                       | 11,59 | 869                                  | 2,27   | -     |       |
| Seggio al candidato sindaco    | Seggio al candidato sindaco                              | Seggio al candidato sindaco | 11,59 | 1                                    |        |       |       |
|                                | Emanuele Locci                                           | 3.296                       | 8,21  | Locci Sindaco                        | 2.277  | 5,96  | -     |
| Direzione Italia               | Emanuele Locci                                           | 3.296                       | 8,21  | 467                                  | 1,22   | -     |       |
| Il Popolo della Famiglia       | Emanuele Locci                                           | 3.296                       | 8,21  | 283                                  | 0,74   | -     |       |
| Seggio al candidato sindaco    | Seggio al candidato sindaco                              | Seggio al candidato sindaco | 8,21  | 1                                    |        |       |       |
|                                | Gianni Ivaldi                                            | 1.591                       | 3,96  | Laboratorio di Energie per il Domani | 702    | 1,84  | -     |
| Riaccendiamo Alessandria       | Gianni Ivaldi                                            | 1.591                       | 3,96  | 695                                  | 1,82   | -     |       |
|                                | Cesare Miraglia                                          | 490                         | 1,22  | Miraglia Sindaco                     | 258    | 0,68  | -     |
| Giovani Civici                 | Cesare Miraglia                                          | 490                         | 1,22  | 101                                  | 0,26   | -     |       |
| Federazione dei Verdi          | Cesare Miraglia                                          | 490                         | 1,22  | 97                                   | 0,25   | -     |       |
|                                | Domenico Campana                                         | 200                         | 0,450 | Ripresa d'Italia                     | 188    | 0,49  | -     |
| Totale                         | Totale                                                   | 40.138                      | 100   |                                      | 38.198 | 100   | 32    |

- Le liste contrassegnate con le lettere A, B e C sono apparentate al secondo turno con il candidato sindaco Maria Rita Rossa.

Ballottaggio
| Candidati | Candidati                                    | Voti   | %     |
| --------- | -------------------------------------------- | ------ | ----- |
|           | Gianfranco Cuttica di Revigliasco ✔️ Sindaco | 18.762 | 55,68 |
|           | Maria Rita Rossa                             | 14.937 | 44,32 |
| Totale    | Totale                                       | 33.699 |       |

#### Asti
| Candidati                   | Candidati                              | Voti                        | %     | Liste                                                 | Voti   | %     | Seggi |
| --------------------------- | -------------------------------------- | --------------------------- | ----- | ----------------------------------------------------- | ------ | ----- | ----- |
|                             | Maurizio Rasero Accede al ballottaggio | 15.868                      | 47,63 | Maurizio Rasero Sindaco                               | 3.925  | 12,49 | 6     |
| Movimento Civico Galvagno   | Maurizio Rasero Accede al ballottaggio | 15.868                      | 47,63 | 2.712                                                 | 8,63   | 4     |       |
| Fratelli d'Italia           | Maurizio Rasero Accede al ballottaggio | 15.868                      | 47,63 | 2.101                                                 | 6,68   | 3     |       |
| Forza Italia                | Maurizio Rasero Accede al ballottaggio | 15.868                      | 47,63 | 1.853                                                 | 5,89   | 2     |       |
| Lega Nord                   | Maurizio Rasero Accede al ballottaggio | 15.868                      | 47,63 | 1.803                                                 | 5,74   | 2     |       |
| I Giovani Astigiani         | Maurizio Rasero Accede al ballottaggio | 15.868                      | 47,63 | 1.272                                                 | 4,05   | 2     |       |
| Noi per Asti                | Maurizio Rasero Accede al ballottaggio | 15.868                      | 47,63 | 1.065                                                 | 3,39   | 1     |       |
| Asti è Territorio           | Maurizio Rasero Accede al ballottaggio | 15.868                      | 47,63 | 329                                                   | 1,05   | -     |       |
| Zavattaro per Rasero        | Maurizio Rasero Accede al ballottaggio | 15.868                      | 47,63 | 291                                                   | 0,93   | -     |       |
| Rivoluzione Cristiana       | Maurizio Rasero Accede al ballottaggio | 15.868                      | 47,63 | 149                                                   | 0,47   | -     |       |
|                             | Massimo Cerruti Accede al ballottaggio | 5.099                       | 15,30 | Movimento 5 Stelle                                    | 4.600  | 14,63 | 4     |
|                             | Angela Motta                           | 5.093                       | 15,29 | Partito Democratico                                   | 3.014  | 9,59  | 2     |
| Asti Viva e Solidale        | Angela Motta                           | 5.093                       | 15,29 | 1.051                                                 | 3,34   | 1     |       |
| Territorio è Cultura        | Angela Motta                           | 5.093                       | 15,29 | 574                                                   | 1,83   | -     |       |
| Seggio al candidato sindaco | Seggio al candidato sindaco            | Seggio al candidato sindaco | 15,29 | 1                                                     |        |       |       |
|                             | Giuseppe Passarino                     | 2.248                       | 6,75  | Un Sindaco per Amico                                  | 1.193  | 3,80  | 1     |
| #Unitisipuò                 | Giuseppe Passarino                     | 2.248                       | 6,75  | 954                                                   | 3,03   | -     |       |
| Seggio al candidato sindaco | Seggio al candidato sindaco            | Seggio al candidato sindaco | 6,75  | 1                                                     |        |       |       |
|                             | Giuseppe Rovera                        | 1.967                       | 5,90  | Ambiente Asti                                         | 1.748  | 5,56  | 2     |
|                             | Angela Quaglia                         | 1.753                       | 5,26  | Cambiamo Asti                                         | 1.579  | 5,02  | 2     |
|                             | Rita Balistreri                        | 755                         | 2,27  | Centristi per l'Europa - Alternativa Popolare - Altri | 731    | 2,33  | -     |
|                             | Biagio Riccio                          | 533                         | 1,60  | Biagio Riccio Sindaco degli Astigiani                 | 491    | 1,56  | -     |
| Totale                      | Totale                                 | 33.316                      | 100   |                                                       | 31.435 | 100   | 32    |

Ballottaggio
| Candidati | Candidati                  | Voti   | %     |
| --------- | -------------------------- | ------ | ----- |
|           | Maurizio Rasero ✔️ Sindaco | 13.218 | 54,90 |
|           | Massimo Cerruti            | 10.859 | 45,10 |
| Totale    | Totale                     | 24.077 |       |

#### Cuneo
| Candidati                    | Candidati                   | Voti                        | %     | Liste                   | Voti   | %     | Seggi |
| ---------------------------- | --------------------------- | --------------------------- | ----- | ----------------------- | ------ | ----- | ----- |
|                              | Federico Borgna ✔️ Sindaco  | 15.400                      | 59,66 | Partito Democratico     | 4.676  | 19,59 | 7     |
| Centro per Cuneo             | Federico Borgna ✔️ Sindaco  | 15.400                      | 59,66 | 4.660                   | 19,53  | 7     |       |
| Cuneo Solidale e Democratica | Federico Borgna ✔️ Sindaco  | 15.400                      | 59,66 | 2.211                   | 9,26   | 3     |       |
| Crescere Insieme             | Federico Borgna ✔️ Sindaco  | 15.400                      | 59,66 | 1.932                   | 8,10   | 3     |       |
| Moderati                     | Federico Borgna ✔️ Sindaco  | 15.400                      | 59,66 | 1.089                   | 4,56   | 1     |       |
|                              | Giuseppe Menardi            | 3.621                       | 14,03 | Lega Nord               | 1.515  | 6,35  | 2     |
| Forza Italia                 | Giuseppe Menardi            | 3.621                       | 14,03 | 757                     | 3,17   | 1     |       |
| Grande Cuneo                 | Giuseppe Menardi            | 3.621                       | 14,03 | 691                     | 2,90   | -     |       |
| Fratelli d'Italia            | Giuseppe Menardi            | 3.621                       | 14,03 | 248                     | 1,04   | -     |       |
| Seggio al candidato sindaco  | Seggio al candidato sindaco | Seggio al candidato sindaco | 14,03 | 1                       |        |       |       |
|                              | Nello Fierro                | 2.501                       | 9,69  | Cuneo per i Beni Comuni | 2.298  | 9,63  | 3     |
|                              | Giuseppe Lauria             | 1.534                       | 5,94  | Cuneo per Cuneo         | 719    | 3,01  | -     |
| Progetto Cuneo               | Giuseppe Lauria             | 1.534                       | 5,94  | 279                     | 1,17   | -     |       |
| Cittadini con Lauria Sindaco | Giuseppe Lauria             | 1.534                       | 5,94  | 276                     | 1,16   | -     |       |
| Seggio al candidato sindaco  | Seggio al candidato sindaco | Seggio al candidato sindaco | 5,94  | 1                       |        |       |       |
|                              | Manuele Isoardi             | 1.443                       | 5,59  | Movimento 5 Stelle      | 1.340  | 5,61  | 2     |
|                              | Maria Luisa Martello        | 1.035                       | 4,01  | Cuneo Città d'Europa    | 420    | 1,76  | -     |
| Cittadini per Cuneo          | Maria Luisa Martello        | 1.035                       | 4,01  | 304                     | 1,27   | -     |       |
| Giovani Cuneesi d'Europa     | Maria Luisa Martello        | 1.035                       | 4,01  | 175                     | 0,73   | -     |       |
| Seggio al candidato sindaco  | Seggio al candidato sindaco | Seggio al candidato sindaco | 4,01  | 1                       |        |       |       |
|                              | Fabio Corbeddu              | 281                         | 1,09  | CasaPound               | 275    | 1,15  | -     |
| Totale                       | Totale                      | 25.815                      | 100   |                         | 23.865 | 100   | 32    |

### Lombardia

#### Como
| Candidati                     | Candidati                                | Voti                        | %     | Liste                  | Voti   | %     | Seggi |
| ----------------------------- | ---------------------------------------- | --------------------------- | ----- | ---------------------- | ------ | ----- | ----- |
|                               | Mario Landriscina Accede al ballottaggio | 11.826                      | 34,77 | Forza Italia           | 3.642  | 11,25 | 7     |
| Lega Nord                     | Mario Landriscina Accede al ballottaggio | 11.826                      | 34,77 | 3.258                  | 10,06  | 6     |       |
| Insieme per Mario Landriscina | Mario Landriscina Accede al ballottaggio | 11.826                      | 34,77 | 2.891                  | 8,93   | 5     |       |
| Fratelli d'Italia             | Mario Landriscina Accede al ballottaggio | 11.826                      | 34,77 | 1.502                  | 4,64   | 2     |       |
|                               | Maurizio Traglio Accede al ballottaggio  | 9.146                       | 26,89 | Partito Democratico    | 4.616  | 14,25 | 3     |
| Svolta Civica                 | Maurizio Traglio Accede al ballottaggio  | 9.146                       | 26,89 | 3.515                  | 10,85  | 2     |       |
| Ecologisti e Reti Civiche     | Maurizio Traglio Accede al ballottaggio  | 9.146                       | 26,89 | 657                    | 2,03   | -     |       |
| Seggio al candidato sindaco   | Seggio al candidato sindaco              | Seggio al candidato sindaco | 26,89 | 1                      |        |       |       |
|                               | Alessandro Rapinese                      | 7.664                       | 22,53 | Rapinese Sindaco       | 7.308  | 22,57 | 4     |
|                               | Bruno Magatti                            | 2.068                       | 6,08  | Civitas Progetto Città | 1.804  | 5,57  | 1     |
|                               | Fabio Aleotti                            | 1.859                       | 5,47  | Movimento 5 Stelle     | 1.780  | 5,50  | 1     |
|                               | Celeste Grossi                           | 965                         | 2,84  | La Prossima Como       | 988    | 3,05  | -     |
|                               | Francesco Scopelliti                     | 483                         | 1,42  | Como Futura            | 240    | 0,74  | -     |
| Giovane Como                  | Francesco Scopelliti                     | 483                         | 1,42  | 181                    | 0,56   | -     |       |
| Totale                        | Totale                                   | 34.011                      | 100   |                        | 32.382 | 100   | 32    |

Ballottaggio
| Candidati | Candidati                    | Voti   | %     |
| --------- | ---------------------------- | ------ | ----- |
|           | Mario Landriscina ✔️ Sindaco | 13.045 | 52,68 |
|           | Maurizio Traglio             | 11.720 | 47,32 |
| Totale    | Totale                       | 24.765 |       |

#### Lodi
| Candidati                              | Candidati                              | Voti                        | %     | Liste                  | Voti   | %     | Seggi |
| -------------------------------------- | -------------------------------------- | --------------------------- | ----- | ---------------------- | ------ | ----- | ----- |
|                                        | Carlo Gendarini Accede al ballottaggio | 6.191                       | 30,63 | Partito Democratico    | 3.056  | 15,92 | 4     |
| Lodi Civica                            | Carlo Gendarini Accede al ballottaggio | 6.191                       | 30,63 | 1.212                  | 6,31   | 1     |       |
| Carlo Gendarini Sindaco                | Carlo Gendarini Accede al ballottaggio | 6.191                       | 30,63 | 786                    | 4,09   | 1     |       |
| Lodi Comune Solidale                   | Carlo Gendarini Accede al ballottaggio | 6.191                       | 30,63 | 732                    | 3,81   | -     |       |
| Lodi in Prima Persona                  | Carlo Gendarini Accede al ballottaggio | 6.191                       | 30,63 | 262                    | 1,36   | -     |       |
| Seggio al candidato sindaco            | Seggio al candidato sindaco            | Seggio al candidato sindaco | 30,63 | 1                      |        |       |       |
|                                        | Sara Casanova Accede al ballottaggio   | 5.523                       | 27,32 | Lega Nord              | 2.730  | 14,22 | 7     |
| Sarà il Futuro di Lodi                 | Sara Casanova Accede al ballottaggio   | 5.523                       | 27,32 | 1.136                  | 5,92   | 3     |       |
| Forza Italia                           | Sara Casanova Accede al ballottaggio   | 5.523                       | 27,32 | 741                    | 3,86   | 2     |       |
| Fratelli d'Italia - Alleanza Lodigiana | Sara Casanova Accede al ballottaggio   | 5.523                       | 27,32 | 422                    | 2,20   | 1     |       |
| Partito Pensionati                     | Sara Casanova Accede al ballottaggio   | 5.523                       | 27,32 | 142                    | 0,74   | -     |       |
|                                        | Lorenzo Maggi                          | 3.133                       | 15,50 | La Svolta per Lodi (A) | 876    | 4,56  | 2     |
| Giovani per Lodi (B)                   | Lorenzo Maggi                          | 3.133                       | 15,50 | 832                    | 4,33   | 2     |       |
| Uniti per Lodi (C)                     | Lorenzo Maggi                          | 3.133                       | 15,50 | 684                    | 3,56   | 1     |       |
| Passione per Lodi (D)                  | Lorenzo Maggi                          | 3.133                       | 15,50 | 549                    | 2,86   | 1     |       |
| Seggio al candidato sindaco            | Seggio al candidato sindaco            | Seggio al candidato sindaco | 15,50 | 1                      |        |       |       |
|                                        | Massimo Casiraghi                      | 1.938                       | 9,59  | Movimento 5 Stelle     | 1.880  | 9,79  | 2     |
|                                        | Giuliana Cominetti                     | 1.426                       | 7,05  | Cominetti Sindaco      | 744    | 3,88  | -     |
| Lodi è Futuro                          | Giuliana Cominetti                     | 1.426                       | 7,05  | 479                    | 2,50   | -     |       |
| Seggio al candidato sindaco            | Seggio al candidato sindaco            | Seggio al candidato sindaco | 7,05  | 1                      |        |       |       |
|                                        | Stefano Caserini                       | 1.178                       | 5,83  | 110 & Lodi             | 1.133  | 5,90  | 1     |
|                                        | Luca Scotti                            | 826                         | 4,09  | Lodi al Centro         | 799    | 4,16  | 1     |
| Totale                                 | Totale                                 | 20.215                      | 100   |                        | 19.195 | 100   | 32    |

- Le liste contrassegnate con le lettere A, B, C e D sono apparentate al secondo turno con il candidato sindaco Sara Casanova.

Ballottaggio
| Candidati | Candidati                | Voti   | %     |
| --------- | ------------------------ | ------ | ----- |
|           | Sara Casanova ✔️ Sindaco | 9.859  | 56,90 |
|           | Carlo Gendarini          | 7.468  | 43,10 |
| Totale    | Totale                   | 17.327 |       |

#### Monza
| Candidati                   | Candidati                                 | Voti                        | %     | Liste                                        | Voti   | %     | Seggi |
| --------------------------- | ----------------------------------------- | --------------------------- | ----- | -------------------------------------------- | ------ | ----- | ----- |
|                             | Roberto Scanagatti Accede al ballottaggio | 19.379                      | 39,92 | Partito Democratico                          | 13.728 | 29,74 | 7     |
| Monza per Scanagatti        | Roberto Scanagatti Accede al ballottaggio | 19.379                      | 39,92 | 3.038                                        | 6,58   | 1     |       |
| LabMonza                    | Roberto Scanagatti Accede al ballottaggio | 19.379                      | 39,92 | 1.383                                        | 3,00   | -     |       |
| Seggio al candidato sindaco | Seggio al candidato sindaco               | Seggio al candidato sindaco | 39,92 | 1                                            |        |       |       |
|                             | Dario Allevi Accede al ballottaggio       | 19.344                      | 39,84 | Lega Nord                                    | 6.562  | 14,22 | 7     |
| Forza Italia                | Dario Allevi Accede al ballottaggio       | 19.344                      | 39,84 | 5.988                                        | 12,97  | 6     |       |
| Noi con Allevi              | Dario Allevi Accede al ballottaggio       | 19.344                      | 39,84 | 3.348                                        | 7,25   | 3     |       |
| Fratelli d'Italia           | Dario Allevi Accede al ballottaggio       | 19.344                      | 39,84 | 1.784                                        | 3,87   | 2     |       |
| Monza Futura                | Dario Allevi Accede al ballottaggio       | 19.344                      | 39,84 | 890                                          | 1,93   | -     |       |
|                             | Danilo Sindoni                            | 3.711                       | 7,64  | Movimento 5 Stelle                           | 3.647  | 7,90  | 2     |
|                             | Pierfranco Maffé                          | 2.540                       | 5,23  | Monza con Maffè (Monza Popolare - Altri) (A) | 2.005  | 4,34  | 1     |
| Io Cambio                   | Pierfranco Maffé                          | 2.540                       | 5,23  | 374                                          | 0,81   | -     |       |
| Seggio al candidato sindaco | Seggio al candidato sindaco               | Seggio al candidato sindaco | 5,23  | 1                                            |        |       |       |
|                             | Paolo Piffer                              | 2.352                       | 4,84  | CivicaMente                                  | 2.212  | 4,79  | 1     |
|                             | Michele Quitadamo                         | 623                         | 1,28  | Sinistra Alternativa Monza (PRC-PCI-SA)      | 616    | 1,33  | -     |
|                             | Manuela Ponti                             | 601                         | 1,24  | Il Popolo della Famiglia                     | 579    | 1,25  | -     |
| Totale                      | Totale                                    | 48.550                      | 100   |                                              | 46.154 | 100   | 32    |

- La lista contrassegnata con la lettera A è apparentata al secondo turno con il candidato sindaco Dario Allevi.

Ballottaggio
| Candidati | Candidati               | Voti   | %     |
| --------- | ----------------------- | ------ | ----- |
|           | Dario Allevi ✔️ Sindaco | 21.869 | 51,33 |
|           | Roberto Scanagatti      | 20.735 | 48,67 |
| Totale    | Totale                  | 42.604 |       |

### Veneto

#### Belluno
| Candidati                   | Candidati                             | Voti                        | %     | Liste                            | Voti   | %     | Seggi |
| --------------------------- | ------------------------------------- | --------------------------- | ----- | -------------------------------- | ------ | ----- | ----- |
|                             | Jacopo Massaro Accede al ballottaggio | 7.555                       | 46,20 | In Movimento                     | 3.190  | 21,89 | 10    |
| Insieme per Belluno         | Jacopo Massaro Accede al ballottaggio | 7.555                       | 46,20 | 2.008                            | 13,78  | 6     |       |
| Belluno D+                  | Jacopo Massaro Accede al ballottaggio | 7.555                       | 46,20 | 1.238                            | 8,50   | 4     |       |
|                             | Paolo Gamba Accede al ballottaggio    | 4.106                       | 25,11 | Belluno è di Tutti               | 2.126  | 14,59 | 3     |
| Obiettivo Belluno           | Paolo Gamba Accede al ballottaggio    | 4.106                       | 25,11 | 793                              | 5,44   | 1     |       |
| Patto Belluno Dolomiti      | Paolo Gamba Accede al ballottaggio    | 4.106                       | 25,11 | 760                              | 5,22   | 1     |       |
| Seggio al candidato sindaco | Seggio al candidato sindaco           | Seggio al candidato sindaco | 25,11 | 1                                |        |       |       |
|                             | Franco Gidoni                         | 1.861                       | 11,38 | Lega Nord                        | 1.694  | 11,62 | 3     |
|                             | Paolo Bello                           | 1.464                       | 8,95  | Partito Democratico              | 1.487  | 10,20 | 2     |
|                             | Stefano Messinese                     | 595                         | 3,64  | Movimento 5 Stelle               | 542    | 3,72  | -     |
|                             | Franco Roccon                         | 567                         | 3,47  | Civiltà Bellunese                | 556    | 3,82  | 1     |
|                             | Elder Rambaldi                        | 205                         | 1,25  | Partito Comunista dei Lavoratori | 179    | 1,23  | -     |
| Totale                      | Totale                                | 16.353                      | 100   |                                  | 14.573 | 100   | 32    |

Ballottaggio
| Candidati | Candidati                 | Voti   | %     |
| --------- | ------------------------- | ------ | ----- |
|           | Jacopo Massaro ✔️ Sindaco | 8.511  | 63,15 |
|           | Paolo Gamba               | 4.967  | 36,85 |
| Totale    | Totale                    | 13.478 |       |

#### Padova
| Candidati                                     | Candidati                              | Voti                        | %     | Liste                            | Voti   | %     | Seggi |
| --------------------------------------------- | -------------------------------------- | --------------------------- | ----- | -------------------------------- | ------ | ----- | ----- |
|                                               | Massimo Bitonci Accede al ballottaggio | 39.413                      | 40,26 | Bitonci Sindaco                  | 21.500 | 24,11 | 7     |
| Lega Nord                                     | Massimo Bitonci Accede al ballottaggio | 39.413                      | 40,26 | 5.919                            | 6,64   | 2     |       |
| Forza Italia                                  | Massimo Bitonci Accede al ballottaggio | 39.413                      | 40,26 | 3.490                            | 3,91   | 1     |       |
| Fratelli d'Italia                             | Massimo Bitonci Accede al ballottaggio | 39.413                      | 40,26 | 1.888                            | 2,12   | -     |       |
| Prima Padova                                  | Massimo Bitonci Accede al ballottaggio | 39.413                      | 40,26 | 1.126                            | 1,26   | -     |       |
| Direzione Italia                              | Massimo Bitonci Accede al ballottaggio | 39.413                      | 40,26 | 883                              | 0,99   | -     |       |
| Veneto Libertà                                | Massimo Bitonci Accede al ballottaggio | 39.413                      | 40,26 | 575                              | 0,64   | -     |       |
| Movimento del Buonsenso                       | Massimo Bitonci Accede al ballottaggio | 39.413                      | 40,26 | 104                              | 0,12   | -     |       |
| Seggio al candidato sindaco                   | Seggio al candidato sindaco            | Seggio al candidato sindaco | 40,26 | 1                                |        |       |       |
|                                               | Sergio Giordani Accede al ballottaggio | 28.593                      | 29,21 | Partito Democratico              | 12.028 | 13,49 | 6     |
| Giordani Sindaco                              | Sergio Giordani Accede al ballottaggio | 28.593                      | 29,21 | 8.318                            | 9,33   | 4     |       |
| Area Civica                                   | Sergio Giordani Accede al ballottaggio | 28.593                      | 29,21 | 2.903                            | 3,26   | 1     |       |
| Padova Bene Comune                            | Sergio Giordani Accede al ballottaggio | 28.593                      | 29,21 | 1.380                            | 1,55   | -     |       |
| Socialisti Europei - La Sinistra per Giordani | Sergio Giordani Accede al ballottaggio | 28.593                      | 29,21 | 1.335                            | 1,50   | -     |       |
| Padova è                                      | Sergio Giordani Accede al ballottaggio | 28.593                      | 29,21 | 965                              | 1,08   | -     |       |
|                                               | Arturo Lorenzoni                       | 22.357                      | 22,84 | Coalizione Civica per Padova (A) | 10.212 | 11,45 | 4     |
| Lorenzoni Sindaco (B)                         | Arturo Lorenzoni                       | 22.357                      | 22,84 | 9.329                            | 10,46  | 4     |       |
| Seggio al candidato sindaco                   | Seggio al candidato sindaco            | Seggio al candidato sindaco | 22,84 | 1                                |        |       |       |
|                                               | Simone Borile                          | 5.140                       | 5,25  | Movimento 5 Stelle               | 4.896  | 5,49  | 1     |
|                                               | Luigi Sposato                          | 1.528                       | 1,56  | Osa - Sposato Sindaco (C)        | 166    | 1,42  | -     |
| Il Popolo della Famiglia                      | Luigi Sposato                          | 1.528                       | 1,56  | 245                              | 0,27   | -     |       |
|                                               | Rocco Bordin                           | 545                         | 0,56  | La Padova Libera                 | 526    | 0,59  | -     |
|                                               | Maurizio Meridi                        | 325                         | 0,33  | CasaPound                        | 296    | 0,33  | -     |
| Totale                                        | Totale                                 | 97.901                      | 100   |                                  | 89.184 | 100   | 32    |

- Le liste contrassegnate con le lettere A e B sono apparentate al secondo turno con il candidato sindaco Sergio Giordani.
- La lista contrassegnata con la lettera C è apparentata al secondo turno con il candidato sindaco Massimo Bitonci.

Ballottaggio
| Candidati | Candidati                  | Voti   | %     |
| --------- | -------------------------- | ------ | ----- |
|           | Sergio Giordani ✔️ Sindaco | 47.888 | 51,84 |
|           | Massimo Bitonci            | 44.488 | 48,16 |
| Totale    | Totale                     | 92.376 |       |

#### Verona
| Candidati                                                       | Candidati                                 | Voti                        | %     | Liste                    | Voti    | %     | Seggi |
| --------------------------------------------------------------- | ----------------------------------------- | --------------------------- | ----- | ------------------------ | ------- | ----- | ----- |
|                                                                 | Federico Sboarina Accede al ballottaggio  | 33.440                      | 29,13 | Sindaco Sboarina         | 14.978  | 13,63 | 11    |
| Lega Nord                                                       | Federico Sboarina Accede al ballottaggio  | 33.440                      | 29,13 | 9.704                    | 8,89    | 7     |       |
| Forza Italia                                                    | Federico Sboarina Accede al ballottaggio  | 33.440                      | 29,13 | 3.763                    | 3,42    | 2     |       |
| Fratelli d'Italia                                               | Federico Sboarina Accede al ballottaggio  | 33.440                      | 29,13 | 2.991                    | 2,72    | 2     |       |
| Verona Più Sicura                                               | Federico Sboarina Accede al ballottaggio  | 33.440                      | 29,13 | 442                      | 0,40    | -     |       |
| Indipendenza Noi Veneto                                         | Federico Sboarina Accede al ballottaggio  | 33.440                      | 29,13 | 396                      | 0,36    | -     |       |
| Partito Pensionati                                              | Federico Sboarina Accede al ballottaggio  | 33.440                      | 29,13 | 320                      | 0,29    | -     |       |
|                                                                 | Patrizia Bisinella Accede al ballottaggio | 26.946                      | 23,47 | Lista Tosi               | 17.969  | 16,35 | 3     |
| Ama Verona                                                      | Patrizia Bisinella Accede al ballottaggio | 26.946                      | 23,47 | 4.614                    | 4,20    | 1     |       |
| Fare!                                                           | Patrizia Bisinella Accede al ballottaggio | 26.946                      | 23,47 | 3.025                    | 2,75    | -     |       |
| Verona Si Muove                                                 | Patrizia Bisinella Accede al ballottaggio | 26.946                      | 23,47 | 321                      | 0,29    | -     |       |
| Pensionati Veneti                                               | Patrizia Bisinella Accede al ballottaggio | 26.946                      | 23,47 | 262                      | 0,24    | -     |       |
| CSU - Cristian Social Union Veneta - Movimento Nuova Repubblica | Patrizia Bisinella Accede al ballottaggio | 26.946                      | 23,47 | 243                      | 0,22    | -     |       |
| La Voce della Gente                                             | Patrizia Bisinella Accede al ballottaggio | 26.946                      | 23,47 | 211                      | 0,19    | -     |       |
| Seggio al candidato sindaco                                     | Seggio al candidato sindaco               | Seggio al candidato sindaco | 23,47 | 1                        |         |       |       |
|                                                                 | Orietta Salemi                            | 25.724                      | 22,41 | Partito Democratico      | 17.406  | 15,83 | 3     |
| Verona Civica                                                   | Orietta Salemi                            | 25.724                      | 22,41 | 5.579                    | 5,08    | 1     |       |
| Eppur Si Muove                                                  | Orietta Salemi                            | 25.724                      | 22,41 | 943                      | 0,86    | -     |       |
| Seggio al candidato sindaco                                     | Seggio al candidato sindaco               | Seggio al candidato sindaco | 22,41 | 1                        |         |       |       |
|                                                                 | Alessandro Gennari                        | 10.891                      | 9,49  | Movimento 5 Stelle       | 10.386  | 9,45  | 2     |
|                                                                 | Michele Croce                             | 5.803                       | 5,06  | Verona Pulita            | 5.315   | 4,84  | 1     |
|                                                                 | Michele Bertucco                          | 5.288                       | 4,61  | Sinistra in Comune       | 2.536   | 2,31  | -     |
| Verona in Comune                                                | Michele Bertucco                          | 5.288                       | 4,61  | 2.288                    | 2,08    | -     |       |
| Seggio al candidato sindaco                                     | Seggio al candidato sindaco               | Seggio al candidato sindaco | 4,61  | 1                        |         |       |       |
|                                                                 | Filippo Grigolini                         | 3.925                       | 3,42  | Il Popolo della Famiglia | 3.710   | 3,38  | -     |
|                                                                 | Marco Giorlo                              | 1.538                       | 1,34  | Tutto Cambia             | 1.384   | 1,26  | -     |
|                                                                 | Roberto Bussinello                        | 1.234                       | 1,08  | CasaPound                | 1.137   | 1,03  | -     |
| Totale                                                          | Totale                                    | 114.789                     | 100   |                          | 109.923 | 100   | 36    |

Ballottaggio
| Candidati | Candidati                    | Voti   | %     |
| --------- | ---------------------------- | ------ | ----- |
|           | Federico Sboarina ✔️ Sindaco | 46.962 | 58,11 |
|           | Patrizia Bisinella           | 33.848 | 41,89 |
| Totale    | Totale                       | 80.810 |       |

### Friuli-Venezia Giulia

#### Gorizia
| Candidati                              | Candidati                              | Voti                        | %     | Liste                                  | Voti   | %     | Seggi |
| -------------------------------------- | -------------------------------------- | --------------------------- | ----- | -------------------------------------- | ------ | ----- | ----- |
|                                        | Rodolfo Ziberna Accede al ballottaggio | 8.543                       | 49,88 | Forza Italia                           | 1.913  | 13,74 | 7     |
| Lega Nord                              | Rodolfo Ziberna Accede al ballottaggio | 8.543                       | 49,88 | 1.317                                  | 9,46   | 4     |       |
| Fratelli d'Italia                      | Rodolfo Ziberna Accede al ballottaggio | 8.543                       | 49,88 | 1.061                                  | 7,62   | 4     |       |
| Autonomia Responsabile                 | Rodolfo Ziberna Accede al ballottaggio | 8.543                       | 49,88 | 832                                    | 5,97   | 3     |       |
| Popolo di Gorizia                      | Rodolfo Ziberna Accede al ballottaggio | 8.543                       | 49,88 | 751                                    | 5,39   | 2     |       |
| Aiutiamo Gorizia                       | Rodolfo Ziberna Accede al ballottaggio | 8.543                       | 49,88 | 685                                    | 4,92   | 2     |       |
| Unione di Centro                       | Rodolfo Ziberna Accede al ballottaggio | 8.543                       | 49,88 | 683                                    | 4,90   | 2     |       |
| Partito Pensionati                     | Rodolfo Ziberna Accede al ballottaggio | 8.543                       | 49,88 | 152                                    | 1,09   | -     |       |
|                                        | Roberto Collini Accede al ballottaggio | 3.884                       | 22,68 | Partito Democratico                    | 1.214  | 8,72  | 3     |
| Percorsi Goriziani                     | Roberto Collini Accede al ballottaggio | 3.884                       | 22,68 | 784                                    | 5,63   | 2     |       |
| Gorizia 100 Sogni - Slovenska Skupnost | Roberto Collini Accede al ballottaggio | 3.884                       | 22,68 | 671                                    | 4,82   | 2     |       |
| Gorizia è Tua                          | Roberto Collini Accede al ballottaggio | 3.884                       | 22,68 | 362                                    | 2,60   | 1     |       |
| Seggio al candidato sindaco            | Seggio al candidato sindaco            | Seggio al candidato sindaco | 22,68 | 1                                      |        |       |       |
|                                        | Federico Portelli                      | 1.149                       | 6,71  | Gorizie - Portelli Sindaco             | 419    | 3,01  | 1     |
| Borghi - Portelli Sindaco              | Federico Portelli                      | 1.149                       | 6,71  | 369                                    | 2,65   | -     |       |
| Seggio al candidato sindaco            | Seggio al candidato sindaco            | Seggio al candidato sindaco | 6,71  | 1                                      |        |       |       |
|                                        | Silvano Gaggioli                       | 1.062                       | 6,20  | Gorizia C'è - Gaggioli Sindaco         | 859    | 6,17  | 2     |
|                                        | Andrea Picco                           | 935                         | 5,46  | Forum Gorizia per Andrea Picco Sindaco | 643    | 4,62  | 1     |
|                                        | Giancarlo Maraz                        | 916                         | 5,35  | Movimento 5 Stelle                     | 722    | 5,18  | 2     |
|                                        | Roberto Criscitello                    | 280                         | 1,63  | Sinistra Unita                         | 222    | 1,59  | -     |
|                                        | Ilaria Cecot                           | 276                         | 1,61  | Articolo 3 Gorizia Sociale             | 208    | 1,49  | -     |
|                                        | Franco Bertin                          | 83                          | 0,48  | Movimento Popolare degli Italiani      | 59     | 0,42  | -     |
| Totale                                 | Totale                                 | 17.602                      | 100   |                                        | 13.926 | 100   | 40    |

Ballottaggio
| Candidati | Candidati                  | Voti  | %     |
| --------- | -------------------------- | ----- | ----- |
|           | Rodolfo Ziberna ✔️ Sindaco | 7.774 | 59,79 |
|           | Roberto Collini            | 5.228 | 40,21 |
| Totale    |                            |       |       |

Fonti: Candidati - Liste - Ballottaggio

### Liguria

#### Genova
| Candidati                    | Candidati                              | Voti                        | %     | Liste                            | Voti    | %     | Seggi |
| ---------------------------- | -------------------------------------- | --------------------------- | ----- | -------------------------------- | ------- | ----- | ----- |
|                              | Marco Bucci Accede al ballottaggio     | 88.781                      | 38,80 | Lega Nord                        | 28.194  | 12,96 | 10    |
| Vince Genova                 | Marco Bucci Accede al ballottaggio     | 88.781                      | 38,80 | 21.243                           | 9,76    | 6     |       |
| Forza Italia                 | Marco Bucci Accede al ballottaggio     | 88.781                      | 38,80 | 17.582                           | 8,08    | 5     |       |
| Fratelli d'Italia            | Marco Bucci Accede al ballottaggio     | 88.781                      | 38,80 | 11.490                           | 5,28    | 3     |       |
| Lista Musso-Direzione Italia | Marco Bucci Accede al ballottaggio     | 88.781                      | 38,80 | 4.638                            | 2,13    | 1     |       |
|                              | Gianni Crivello Accede al ballottaggio | 76.407                      | 33,40 | Partito Democratico              | 43.156  | 19,84 | 6     |
| Lista Crivello Sindaco       | Gianni Crivello Accede al ballottaggio | 76.407                      | 33,40 | 20.601                           | 9,47    | 3     |       |
| A Sinistra                   | Gianni Crivello Accede al ballottaggio | 76.407                      | 33,40 | 6.598                            | 3,03    | -     |       |
| Genova Cambia                | Gianni Crivello Accede al ballottaggio | 76.407                      | 33,40 | 2.916                            | 1,34    | -     |       |
| Seggio al candidato sindaco  | Seggio al candidato sindaco            | Seggio al candidato sindaco | 33,40 | 1                                |         |       |       |
|                              | Luca Pirondini                         | 41.347                      | 18,07 | Movimento 5 Stelle               | 39.971  | 18,37 | 5     |
|                              | Paolo Putti                            | 11.153                      | 4,87  | Chiamami Genova                  | 10.633  | 4,89  | 1     |
|                              | Arcangelo Merella                      | 4.258                       | 1,86  | Siamo Genova - Ge9Si (A)         | 4.017   | 1,85  | -     |
|                              | Marika Cassimatis                      | 2.484                       | 1,09  | Marika Cassimatis Sindaco        | 2.309   | 1,06  | -     |
|                              | Cinzia Ronzitti                        | 2.018                       | 0,88  | Partito Comunista dei Lavoratori | 1.987   | 0,91  | -     |
|                              | Marco Mori                             | 1.442                       | 0,63  | Riscossa Italia                  | 1.315   | 0,60  | -     |
|                              | Stefano Arrighi                        | 906                         | 0,40  | Il Popolo della Famiglia         | 912     | 0,42  | -     |
| Totale                       | Totale                                 | 228.796                     | 100   |                                  | 217.562 | 100   | 40    |

- La lista contrassegnata con la lettera A è apparentata al secondo turno con il candidato sindaco Gianni Crivello.

Ballottaggio
| Candidati | Candidati              | Voti    | %     |
| --------- | ---------------------- | ------- | ----- |
|           | Marco Bucci ✔️ Sindaco | 112.398 | 55,24 |
|           | Gianni Crivello        | 91.057  | 44,76 |
| Totale    | Totale                 | 203.455 |       |

#### La Spezia
| Candidati                         | Candidati                                   | Voti                        | %     | Liste                            | Voti   | %     | Seggi |
| --------------------------------- | ------------------------------------------- | --------------------------- | ----- | -------------------------------- | ------ | ----- | ----- |
|                                   | Pierluigi Peracchini Accede al ballottaggio | 13.187                      | 32,62 | Forza Italia - Fratelli d'Italia | 5.286  | 13,90 | 8     |
| Lega Nord                         | Pierluigi Peracchini Accede al ballottaggio | 13.187                      | 32,62 | 3.529                            | 9,28   | 5     |       |
| La Spezia Popolare                | Pierluigi Peracchini Accede al ballottaggio | 13.187                      | 32,62 | 2.142                            | 5,63   | 3     |       |
| Spezia Vince                      | Pierluigi Peracchini Accede al ballottaggio | 13.187                      | 32,62 | 1.613                            | 4,24   | 2     |       |
| Lista Bianchi                     | Pierluigi Peracchini Accede al ballottaggio | 13.187                      | 32,62 | 339                              | 0,89   | -     |       |
|                                   | Paolo Manfredini Accede al ballottaggio     | 10.137                      | 25,07 | Partito Democratico              | 5.819  | 15,30 | 4     |
| Manfredini Sindaco                | Paolo Manfredini Accede al ballottaggio     | 10.137                      | 25,07 | 2.093                            | 5,50   | 1     |       |
| Giacobini Laici Socialisti        | Paolo Manfredini Accede al ballottaggio     | 10.137                      | 25,07 | 966                              | 2,54   | -     |       |
| Noi Cittadini per La Spezia       | Paolo Manfredini Accede al ballottaggio     | 10.137                      | 25,07 | 717                              | 1,89   | -     |       |
| A Sinistra!                       | Paolo Manfredini Accede al ballottaggio     | 10.137                      | 25,07 | 300                              | 0,79   | -     |       |
| Italia dei Valori                 | Paolo Manfredini Accede al ballottaggio     | 10.137                      | 25,07 | 99                               | 0,26   | -     |       |
| Seggio al candidato sindaco       | Seggio al candidato sindaco                 | Seggio al candidato sindaco | 25,07 | 1                                |        |       |       |
|                                   | Giovanni Lorenzo Forcieri                   | 3.716                       | 9,19  | Al Lavoro per Spezia             | 1.723  | 4,53  | -     |
| Avanti per Spezia                 | Giovanni Lorenzo Forcieri                   | 3.716                       | 9,19  | 1.126                            | 2,96   | -     |       |
| Seggio al candidato sindaco       | Seggio al candidato sindaco                 | Seggio al candidato sindaco | 9,19  | 1                                |        |       |       |
|                                   | Donatella Del Turco                         | 3.562                       | 8,81  | Movimento 5 Stelle               | 3.305  | 8,69  | 2     |
|                                   | Guido Melley                                | 3.190                       | 7,89  | C'è Spezia                       | 1.866  | 4,38  | 1     |
| Noi Sinistra                      | Guido Melley                                | 3.190                       | 7,89  | 835                              | 2,20   | -     |       |
| Noi Giovani                       | Guido Melley                                | 3.190                       | 7,89  | 509                              | 1,34   | -     |       |
| Seggio al candidato sindaco       | Seggio al candidato sindaco                 | Seggio al candidato sindaco | 7,89  | 1                                |        |       |       |
|                                   | Giulio Guerri                               | 2.530                       | 6,26  | Per la Nostra Città (A)          | 1.842  | 4,84  | 1     |
| Un Rinascimento per La Spezia (B) | Giulio Guerri                               | 2.530                       | 6,26  | 372                              | 0,98   | -     |       |
| Seggio al candidato sindaco       | Seggio al candidato sindaco                 | Seggio al candidato sindaco | 6,26  | 1                                |        |       |       |
|                                   | Massimo Lombardi                            | 1.891                       | 4,68  | Spezia Bene Comune               | 1.782  | 4,68  | 1     |
|                                   | Cristiano Ruggia                            | 1.147                       | 2,84  | Progressisti per Ruggia          | 539    | 1,41  | -     |
| Partito Comunista Italiano        | Cristiano Ruggia                            | 1.147                       | 2,84  | 435                              | 1,14   | -     |       |
|                                   | Cesare Bruzzi Alieti                        | 492                         | 1,22  | CasaPound                        | 440    | 1,15  | -     |
|                                   | Agostino Cucciniello                        | 253                         | 0,63  | La Spezia si Cura                | 240    | 0,63  | -     |
|                                   | Gaetano Russo                               | 192                         | 0,47  | Città Nuova                      | 182    | 0,48  | -     |
|                                   | Maria di Filippo                            | 135                         | 0,33  | Forza Nuova                      | 126    | 0,33  | -     |
| Totale                            | Totale                                      | 40.432                      | 100   |                                  | 38.025 | 100   | 32    |

- Le liste contrassegnate con le lettere A e B sono apparentate al secondo turno con il candidato sindaco Pierluigi Peracchini.

Ballottaggio
| Candidati | Candidati                       | Voti   | %     |
| --------- | ------------------------------- | ------ | ----- |
|           | Pierluigi Peracchini ✔️ Sindaco | 20.636 | 59,98 |
|           | Paolo Manfredini                | 13.771 | 40,02 |
| Totale    | Totale                          | 34.407 |       |

### Emilia-Romagna

#### Parma
| Candidati                   | Candidati                                  | Voti                        | %     | Liste                                | Voti   | %     | Seggi |
| --------------------------- | ------------------------------------------ | --------------------------- | ----- | ------------------------------------ | ------ | ----- | ----- |
|                             | Federico Pizzarotti Accede al ballottaggio | 26.496                      | 34,78 | Effetto Parma                        | 23.946 | 34,58 | 20    |
|                             | Paolo Scarpa Accede al ballottaggio        | 24.934                      | 32,73 | Partito Democratico                  | 10.328 | 14,91 | 3     |
| Parma Protagonista          | Paolo Scarpa Accede al ballottaggio        | 24.934                      | 32,73 | 9.424                                | 13,61  | 3     |       |
| Parma Unita - Centristi     | Paolo Scarpa Accede al ballottaggio        | 24.934                      | 32,73 | 2.957                                | 4,27   | 1     |       |
| Seggio al candidato sindaco | Seggio al candidato sindaco                | Seggio al candidato sindaco | 32,73 | 1                                    |        |       |       |
|                             | Laura Cavandoli                            | 14.685                      | 19,28 | Lega Nord                            | 8.339  | 12,04 | 3     |
| Forza Italia                | Laura Cavandoli                            | 14.685                      | 19,28 | 1.867                                | 2,70   | -     |       |
| Fratelli d'Italia           | Laura Cavandoli                            | 14.685                      | 19,28 | 1.551                                | 2,24   | -     |       |
| Insieme per il Futuro       | Laura Cavandoli                            | 14.685                      | 19,28 | 1.191                                | 1,72   | -     |       |
| Seggio al candidato sindaco | Seggio al candidato sindaco                | Seggio al candidato sindaco | 19,28 | 1                                    |        |       |       |
|                             | Daniele Ghirarduzzi                        | 2.426                       | 3,18  | Movimento 5 Stelle                   | 2.406  | 3,47  | -     |
|                             | Luigi Alfieri                              | 1.961                       | 2,57  | Alfieri per Parma                    | 1.918  | 2,77  | -     |
|                             | Filippo Greci                              | 1.508                       | 1,98  | SìAmo Parma (DI - Fare! - Civiche)   | 1.485  | 2,14  | -     |
|                             | Ettore Manno                               | 1.505                       | 1,98  | Partito della Rifondazione Comunista | 833    | 1,20  | -     |
| Partito Comunista Italiano  | Ettore Manno                               | 1.505                       | 1,98  | 538                                  | 0,78   | -     |       |
|                             | Emanuele Bacchieri                         | 1.350                       | 1,77  | CasaPound                            | 1.246  | 1,80  | -     |
|                             | Laura Bergamini                            | 951                         | 1,25  | Partito Comunista                    | 863    | 1,25  | -     |
|                             | Pia Russo                                  | 362                         | 0,48  | La Nuova Voce di Parma               | 359    | 0,52  | -     |
| Totale                      | Totale                                     | 76.178                      | 100   |                                      | 69.251 | 100   | 32    |

Ballottaggio
| Candidati | Candidati                      | Voti   | %     |
| --------- | ------------------------------ | ------ | ----- |
|           | Federico Pizzarotti ✔️ Sindaco | 37.157 | 57,87 |
|           | Paolo Scarpa                   | 27.047 | 42,13 |
| Totale    | Totale                         | 64.204 |       |

#### Piacenza
| Candidati                      | Candidati                                | Voti                        | %     | Liste                    | Voti   | %     | Seggi |
| ------------------------------ | ---------------------------------------- | --------------------------- | ----- | ------------------------ | ------ | ----- | ----- |
|                                | Patrizia Barbieri Accede al ballottaggio | 14.625                      | 34,78 | Lega Nord                | 5.046  | 12,91 | 8     |
| Forza Italia                   | Patrizia Barbieri Accede al ballottaggio | 14.625                      | 34,78 | 3.300                    | 8,44   | 5     |       |
| Fratelli d'Italia              | Patrizia Barbieri Accede al ballottaggio | 14.625                      | 34,78 | 2.823                    | 7,22   | 5     |       |
| Prima Piacenza                 | Patrizia Barbieri Accede al ballottaggio | 14.625                      | 34,78 | 1.622                    | 4,15   | 2     |       |
| Partito Pensionati             | Patrizia Barbieri Accede al ballottaggio | 14.625                      | 34,78 | 487                      | 1,25   | -     |       |
|                                | Paolo Rizzi Accede al ballottaggio       | 11.856                      | 28,20 | Partito Democratico      | 7.232  | 18,50 | 4     |
| Piacenza Più                   | Paolo Rizzi Accede al ballottaggio       | 11.856                      | 28,20 | 2.672                    | 6,84   | 1     |       |
| Piacenza al Futuro             | Paolo Rizzi Accede al ballottaggio       | 11.856                      | 28,20 | 1.652                    | 4,23   | -     |       |
| Seggio al candidato sindaco    | Seggio al candidato sindaco              | Seggio al candidato sindaco | 28,20 | 1                        |        |       |       |
|                                | Massimo Trespidi                         | 5.766                       | 13,71 | Massimo Trespidi Sindaco | 4.162  | 10,65 | 2     |
| I Giovani per Massimo Trespidi | Massimo Trespidi                         | 5.766                       | 13,71 | 1.086                    | 2,78   | -     |       |
| Seggio al candidato sindaco    | Seggio al candidato sindaco              | Seggio al candidato sindaco | 13,71 | 1                        |        |       |       |
|                                | Andrea Pugni                             | 3.835                       | 9,12  | Movimento 5 Stelle       | 3.590  | 9,18  | 2     |
|                                | Luigi Rabuffi                            | 2.508                       | 5,96  | Piacenza in Comune       | 2.264  | 5,79  | 1     |
|                                | Stefano Torre                            | 1.801                       | 4,28  | Torre Sindaco            | 1.542  | 3,94  | -     |
|                                | Sandra Ponzini                           | 1.657                       | 3,94  | Passione Civica          | 1.612  | 4,12  | -     |
| Totale                         | Totale                                   | 42.048                      | 100   |                          | 39.090 | 100   | 32    |

Ballottaggio
| Candidati | Candidati                    | Voti   | %     |
| --------- | ---------------------------- | ------ | ----- |
|           | Patrizia Barbieri ✔️ Sindaca | 20.500 | 58,54 |
|           | Paolo Rizzi                  | 14.519 | 41,46 |
| Totale    | Totale                       | 35.019 |       |

### Toscana

#### Lucca
| Candidati                   | Candidati                                    | Voti                        | %     | Liste                 | Voti   | %     | Seggi |
| --------------------------- | -------------------------------------------- | --------------------------- | ----- | --------------------- | ------ | ----- | ----- |
|                             | Alessandro Tambellini Accede al ballottaggio | 13.922                      | 37,49 | Partito Democratico   | 7.318  | 21,13 | 12    |
| Lucca Civica                | Alessandro Tambellini Accede al ballottaggio | 13.922                      | 37,49 | 3.014                 | 8,70   | 5     |       |
| Sinistra con Tambellini     | Alessandro Tambellini Accede al ballottaggio | 13.922                      | 37,49 | 2.014                 | 5,82   | 3     |       |
| Generazione Lucca           | Alessandro Tambellini Accede al ballottaggio | 13.922                      | 37,49 | 404                   | 1,17   | -     |       |
| Lucca per l'Ambiente        | Alessandro Tambellini Accede al ballottaggio | 13.922                      | 37,49 | 353                   | 1,02   | -     |       |
|                             | Remo Santini Accede al ballottaggio          | 12.984                      | 34,96 | Siamo Lucca           | 3.448  | 9,96  | 3     |
| Forza Italia                | Remo Santini Accede al ballottaggio          | 12.984                      | 34,96 | 3.399                 | 9,82   | 2     |       |
| Lega Nord                   | Remo Santini Accede al ballottaggio          | 12.984                      | 34,96 | 2.000                 | 5,78   | 1     |       |
| Lucca in Movimento          | Remo Santini Accede al ballottaggio          | 12.984                      | 34,96 | 1.717                 | 4,96   | 1     |       |
| Fratelli d'Italia           | Remo Santini Accede al ballottaggio          | 12.984                      | 34,96 | 1.669                 | 4,82   | 1     |       |
| Seggio al candidato sindaco | Seggio al candidato sindaco                  | Seggio al candidato sindaco | 34,96 | 1                     |        |       |       |
|                             | Fabio Barsanti                               | 2.912                       | 7,84  | CasaPound             | 1.707  | 4,93  | -     |
| Alleanza per Lucca          | Fabio Barsanti                               | 2.912                       | 7,84  | 844                   | 2,44   | -     |       |
| Seggio al candidato sindaco | Seggio al candidato sindaco                  | Seggio al candidato sindaco | 7,84  | 1                     |        |       |       |
|                             | Massimiliano Bindocci                        | 2.803                       | 7,55  | Movimento 5 Stelle    | 2.541  | 7,34  | 1     |
|                             | Donatella Buonriposi                         | 1.912                       | 5,15  | Lei Lucca             | 1.429  | 4,13  | -     |
| Rinascimento Sia            | Donatella Buonriposi                         | 1.912                       | 5,15  | 413                   | 1,19   | -     |       |
| Seggio al candidato sindaco | Seggio al candidato sindaco                  | Seggio al candidato sindaco | 5,15  | 1                     |        |       |       |
|                             | Matteo Garzella                              | 1.496                       | 4,03  | Lucca, Avanti Tutta!  | 1.029  | 2,97  | -     |
| Liberamente Lucca           | Matteo Garzella                              | 1.496                       | 4,03  | 250                   | 0,72   | -     |       |
|                             | Marina Manfrotto                             | 873                         | 2,35  | Lucca Città in Comune | 859    | 2,48  | -     |
|                             | Ilaria Quilici                               | 236                         | 0,64  | Lega Toscana          | 222    | 0,64  | -     |
| Totale                      | Totale                                       | 37.138                      | 100   |                       | 34.630 | 100   | 32    |

Ballottaggio
| Candidati | Candidati                        | Voti   | %     |
| --------- | -------------------------------- | ------ | ----- |
|           | Alessandro Tambellini ✔️ Sindaco | 17.453 | 50,52 |
|           | Remo Santini                     | 17.092 | 49,48 |
| Totale    | Totale                           | 34.545 |       |

#### Pistoia
| Candidati                             | Candidati                                 | Voti                        | %     | Liste                   | Voti   | %     | Seggi |
| ------------------------------------- | ----------------------------------------- | --------------------------- | ----- | ----------------------- | ------ | ----- | ----- |
|                                       | Samuele Bertinelli Accede al ballottaggio | 14.675                      | 37,53 | Partito Democratico     | 8.546  | 23,33 | 6     |
| Pistoia Città di Tutti                | Samuele Bertinelli Accede al ballottaggio | 14.675                      | 37,53 | 1.845                   | 5,04   | 1     |       |
| Pistoia Spirito Libero                | Samuele Bertinelli Accede al ballottaggio | 14.675                      | 37,53 | 1.413                   | 3,86   | -     |       |
| Insieme per Pistoia                   | Samuele Bertinelli Accede al ballottaggio | 14.675                      | 37,53 | 1.111                   | 3,03   | -     |       |
| Sinistra per Pistoia                  | Samuele Bertinelli Accede al ballottaggio | 14.675                      | 37,53 | 699                     | 1,91   | -     |       |
| La Nuova Città                        | Samuele Bertinelli Accede al ballottaggio | 14.675                      | 37,53 | 437                     | 1,19   | -     |       |
| Federazione dei Verdi                 | Samuele Bertinelli Accede al ballottaggio | 14.675                      | 37,53 | 367                     | 1,00   | -     |       |
| Lista Comunista                       | Samuele Bertinelli Accede al ballottaggio | 14.675                      | 37,53 | 313                     | 0,85   | -     |       |
| Cittadini per Pistoia                 | Samuele Bertinelli Accede al ballottaggio | 14.675                      | 37,53 | 187                     | 0,51   | -     |       |
| Seggio al candidato sindaco           | Seggio al candidato sindaco               | Seggio al candidato sindaco | 37,53 | 1                       |        |       |       |
|                                       | Alessandro Tomasi Accede al ballottaggio  | 10.435                      | 26,68 | Fratelli d'Italia       | 3.517  | 9,60  | 8     |
| Lega Nord                             | Alessandro Tomasi Accede al ballottaggio  | 10.435                      | 26,68 | 2.097                   | 5,72   | 4     |       |
| Forza Italia - Centristi per l'Europa | Alessandro Tomasi Accede al ballottaggio  | 10.435                      | 26,68 | 2.041                   | 5,57   | 4     |       |
| Pistoia Concreta                      | Alessandro Tomasi Accede al ballottaggio  | 10.435                      | 26,68 | 1.781                   | 4,86   | 4     |       |
|                                       | Roberto Bartoli                           | 4.584                       | 11,72 | Pistoia Sorride         | 1.827  | 4,99  | 1     |
| Prima Pistoia                         | Roberto Bartoli                           | 4.584                       | 11,72 | 1.688                   | 4,61   | -     |       |
| Seggio al candidato sindaco           | Seggio al candidato sindaco               | Seggio al candidato sindaco | 11,72 | 1                       |        |       |       |
|                                       | Nicola Maglione                           | 3.489                       | 8,92  | Movimento 5 Stelle      | 3.256  | 8,88  | 1     |
|                                       | Ginevra Lombardi                          | 2.041                       | 5,22  | Pistoia Cambia          | 1.134  | 3,10  | -     |
| Pistoia in Movimento                  | Ginevra Lombardi                          | 2.041                       | 5,22  | 611                     | 1,67   | -     |       |
|                                       | Alessandro Sabella                        | 2.003                       | 5,12  | Amo Pistoia             | 2.078  | 5,67  | 1     |
|                                       | Francesca Barontini                       | 1.037                       | 2,65  | Si Può (SI - Possibile) | 925    | 2,53  | -     |
|                                       | Lorenzo Berti                             | 546                         | 1,40  | CasaPound               | 492    | 1,34  | -     |
|                                       | Alessio Cioni                             | 297                         | 0,76  | Giovani Cittadini       | 264    | 0,72  | -     |
| Totale                                | Totale                                    | 39.107                      | 100   |                         | 36.629 | 100   | 32    |

Ballottaggio
| Candidati | Candidati                    | Voti   | %     |
| --------- | ---------------------------- | ------ | ----- |
|           | Alessandro Tomasi ✔️ Sindaco | 19.049 | 54,28 |
|           | Samuele Bertinelli           | 16.043 | 45,72 |
| Totale    | Totale                       | 35.092 |       |

### Lazio

#### Frosinone
| Candidati                   | Candidati                   | Voti                        | %     | Liste                       | Voti   | %     | Seggi |
| --------------------------- | --------------------------- | --------------------------- | ----- | --------------------------- | ------ | ----- | ----- |
|                             | Nicola Ottaviani ✔️ Sindaco | 15.038                      | 56,39 | Lista Ottaviani Sindaco     | 3.364  | 12,96 | 5     |
| Forza Italia                | Nicola Ottaviani ✔️ Sindaco | 15.038                      | 56,39 | 3.097                       | 11,93  | 4     |       |
| Polo Civico                 | Nicola Ottaviani ✔️ Sindaco | 15.038                      | 56,39 | 2.578                       | 9,93   | 4     |       |
| Lista per Frosinone         | Nicola Ottaviani ✔️ Sindaco | 15.038                      | 56,39 | 1.420                       | 5,47   | 2     |       |
| Alternativa Popolare        | Nicola Ottaviani ✔️ Sindaco | 15.038                      | 56,39 | 1.288                       | 4,96   | 1     |       |
| Cuoritaliani                | Nicola Ottaviani ✔️ Sindaco | 15.038                      | 56,39 | 1.114                       | 4,29   | 1     |       |
| Frosinone Capoluogo         | Nicola Ottaviani ✔️ Sindaco | 15.038                      | 56,39 | 907                         | 3,49   | 1     |       |
| Fratelli d'Italia           | Nicola Ottaviani ✔️ Sindaco | 15.038                      | 56,39 | 831                         | 3,20   | 1     |       |
| Forza Frosinone             | Nicola Ottaviani ✔️ Sindaco | 15.038                      | 56,39 | 812                         | 3,13   | 1     |       |
|                             | Fabrizio Cristofari         | 7.271                       | 27,26 | Partito Democratico         | 2.414  | 9,30  | 3     |
| Cristofari Sindaco          | Fabrizio Cristofari         | 7.271                       | 27,26 | 2.403                       | 9,26   | 3     |       |
| Socialisti e Riformisti     | Fabrizio Cristofari         | 7.271                       | 27,26 | 1.367                       | 5,27   | 2     |       |
| Frosinone Città Grande      | Fabrizio Cristofari         | 7.271                       | 27,26 | 349                         | 1,34   | -     |       |
| Lista La Tenda              | Fabrizio Cristofari         | 7.271                       | 27,26 | 242                         | 0,93   | -     |       |
| Seggio al candidato sindaco | Seggio al candidato sindaco | Seggio al candidato sindaco | 27,26 | 1                           |        |       |       |
|                             | Christian Bellincampi       | 1.884                       | 7,06  | Movimento 5 Stelle          | 1.523  | 5,87  | 2     |
|                             | Stefano Pizzutelli          | 1.297                       | 4,86  | Frosinone in Comune         | 1.245  | 4,80  | 1     |
|                             | Giuseppina Bonaviri         | 630                         | 2,36  | Giuseppina Bonaviri Sindaca | 553    | 2,13  | -     |
|                             | Fernando Incitti            | 550                         | 2,06  | CasaPound                   | 447    | 1,72  | -     |
| Totale                      | Totale                      | 26.670                      | 100   |                             | 25.954 | 100   | 32    |

#### Rieti
| Candidati                   | Candidati                                | Voti                        | %     | Liste               | Voti   | %     | Seggi |
| --------------------------- | ---------------------------------------- | --------------------------- | ----- | ------------------- | ------ | ----- | ----- |
|                             | Antonio Cicchetti Accede al ballottaggio | 13.138                      | 47,29 | Forza Italia        | 2.740  | 10,44 | 5     |
| Uniti per Rieti             | Antonio Cicchetti Accede al ballottaggio | 13.138                      | 47,29 | 2.229               | 8,49   | 4     |       |
| #IoCiSto                    | Antonio Cicchetti Accede al ballottaggio | 13.138                      | 47,29 | 2.177               | 8,29   | 3     |       |
| Agire - Fratelli d'Italia   | Antonio Cicchetti Accede al ballottaggio | 13.138                      | 47,29 | 1.718               | 6,55   | 3     |       |
| Patto per Rieti             | Antonio Cicchetti Accede al ballottaggio | 13.138                      | 47,29 | 1.398               | 5,33   | 2     |       |
| Alternativa per Rieti       | Antonio Cicchetti Accede al ballottaggio | 13.138                      | 47,29 | 1.334               | 5,08   | 2     |       |
| Direzione Italia            | Antonio Cicchetti Accede al ballottaggio | 13.138                      | 47,29 | 565                 | 2,15   | 1     |       |
| Amo Rieti                   | Antonio Cicchetti Accede al ballottaggio | 13.138                      | 47,29 | 385                 | 1,47   | -     |       |
| Unione di Centro            | Antonio Cicchetti Accede al ballottaggio | 13.138                      | 47,29 | 94                  | 0,36   | -     |       |
|                             | Simone Petrangeli Accede al ballottaggio | 11.607                      | 41,78 | Partito Democratico | 3.433  | 13,08 | 4     |
| Avanti Tutta!               | Simone Petrangeli Accede al ballottaggio | 11.607                      | 41,78 | 2.203               | 8,39   | 2     |       |
| Rieti Cambia                | Simone Petrangeli Accede al ballottaggio | 11.607                      | 41,78 | 1.647               | 6,27   | 1     |       |
| Coalizione Civica           | Simone Petrangeli Accede al ballottaggio | 11.607                      | 41,78 | 1.481               | 5,64   | 1     |       |
| Partito Socialista Italiano | Simone Petrangeli Accede al ballottaggio | 11.607                      | 41,78 | 1.205               | 4,59   | 1     |       |
| Alleanza per Rieti          | Simone Petrangeli Accede al ballottaggio | 11.607                      | 41,78 | 776                 | 2,96   | -     |       |
| Seggio al candidato sindaco | Seggio al candidato sindaco              | Seggio al candidato sindaco | 41,78 | 1                   |        |       |       |
|                             | Giosuè Calabrese                         | 1.469                       | 5,29  | Rietimerita (A)     | 1.581  | 6,02  | 1     |
|                             | Giuseppina Maria Lodovica Rando          | 1.465                       | 5,27  | Movimento 5 Stelle  | 1.213  | 4,62  | 1     |
|                             | Massimo D'Angeli                         | 100                         | 0,36  | Forza Nuova         | 70     | 0,27  | -     |
| Totale                      | Totale                                   | 27.779                      | 100   |                     | 26.249 | 100   | 32    |

- La lista contrassegnata con la lettera A è apparentata al secondo turno con il candidato sindaco Simone Petrangeli.

Ballottaggio
| Candidati | Candidati                    | Voti   | %     |
| --------- | ---------------------------- | ------ | ----- |
|           | Antonio Cicchetti ✔️ Sindaco | 12.660 | 50,20 |
|           | Simone Petrangeli            | 12.560 | 49,80 |
| Totale    | Totale                       | 25.220 |       |

### Abruzzo

#### L'Aquila
| Candidati                                  | Candidati                                   | Voti                        | %     | Liste                            | Voti   | %     | Seggi |
| ------------------------------------------ | ------------------------------------------- | --------------------------- | ----- | -------------------------------- | ------ | ----- | ----- |
|                                            | Americo Di Benedetto Accede al ballottaggio | 18.576                      | 47,08 | Partito Democratico              | 6.570  | 17,19 | 4     |
| Il Passo Possibile                         | Americo Di Benedetto Accede al ballottaggio | 18.576                      | 47,08 | 3.243                            | 8,48   | 2     |       |
| Articolo Uno                               | Americo Di Benedetto Accede al ballottaggio | 18.576                      | 47,08 | 1.782                            | 4,66   | 1     |       |
| Cambiare Insieme                           | Americo Di Benedetto Accede al ballottaggio | 18.576                      | 47,08 | 1.532                            | 4,01   | 1     |       |
| Democratici e Socialisti                   | Americo Di Benedetto Accede al ballottaggio | 18.576                      | 47,08 | 1.526                            | 3,99   | 1     |       |
| Sicurezza Lavoro                           | Americo Di Benedetto Accede al ballottaggio | 18.576                      | 47,08 | 1.486                            | 3,89   | 1     |       |
| Abruzzo Civico                             | Americo Di Benedetto Accede al ballottaggio | 18.576                      | 47,08 | 1.429                            | 3,74   | -     |       |
| Socialisti e Popolari                      | Americo Di Benedetto Accede al ballottaggio | 18.576                      | 47,08 | 1.057                            | 2,77   | -     |       |
| Territorio Collettivo                      | Americo Di Benedetto Accede al ballottaggio | 18.576                      | 47,08 | 873                              | 2,28   | -     |       |
| Seggio al candidato sindaco                | Seggio al candidato sindaco                 | Seggio al candidato sindaco | 47,08 | 1                                |        |       |       |
|                                            | Pierluigi Biondi Accede al ballottaggio     | 14.142                      | 35,84 | Forza Italia                     | 3.886  | 10,17 | 7     |
| Noi con Salvini                            | Pierluigi Biondi Accede al ballottaggio     | 14.142                      | 35,84 | 2.585                            | 6,76   | 4     |       |
| Fratelli d'Italia                          | Pierluigi Biondi Accede al ballottaggio     | 14.142                      | 35,84 | 2.213                            | 5,79   | 4     |       |
| Benvenuto Presente                         | Pierluigi Biondi Accede al ballottaggio     | 14.142                      | 35,84 | 1.541                            | 4,03   | 2     |       |
| L'Aquila Futura                            | Pierluigi Biondi Accede al ballottaggio     | 14.142                      | 35,84 | 1.417                            | 3,71   | 2     |       |
| Unione di Centro                           | Pierluigi Biondi Accede al ballottaggio     | 14.142                      | 35,84 | 787                              | 2,06   | 1     |       |
| Rivoluzione Cristiana                      | Pierluigi Biondi Accede al ballottaggio     | 14.142                      | 35,84 | 416                              | 1,09   | -     |       |
|                                            | Carla Cimoroni                              | 2.489                       | 6,31  | L'Aquila Chiama Chi Ama L'Aquila | 887    | 2,32  | -     |
| L'Aquila Bene Comune - L'Aquila a Sinistra | Carla Cimoroni                              | 2.489                       | 6,31  | 839                              | 2,19   | -     |       |
| L'Aquila Che Vogliamo                      | Carla Cimoroni                              | 2.489                       | 6,31  | 504                              | 1,32   | -     |       |
| Seggio al candidato sindaco                | Seggio al candidato sindaco                 | Seggio al candidato sindaco | 6,31  | 1                                |        |       |       |
|                                            | Fabrizio Righetti                           | 1.907                       | 4,83  | Movimento 5 Stelle               | 1.493  | 3,91  | -     |
|                                            | Nicola Trifuoggi                            | 1.062                       | 2,69  | Progetto Trifuoggi               | 792    | 2,07  | -     |
| Città Territorio                           | Nicola Trifuoggi                            | 1.062                       | 2,69  | 146                              | 0,38   | -     |       |
|                                            | Giancarlo Silveri                           | 801                         | 2,03  | Riscatto Popolare                | 852    | 2,23  | -     |
|                                            | Claudia Pagliariccio                        | 480                         | 1,22  | CasaPound                        | 370    | 0,97  | -     |
| Totale                                     | Totale                                      | 39.457                      | 100   |                                  | 38.226 | 100   | 32    |

Ballottaggio
| Candidati | Candidati                   | Voti   | %     |
| --------- | --------------------------- | ------ | ----- |
|           | Pierluigi Biondi ✔️ Sindaco | 16.410 | 53,52 |
|           | Americo Di Benedetto        | 14.249 | 46,48 |
| Totale    | Totale                      | 30.659 |       |

### Puglia

#### Lecce
| Candidati                    | Candidati                              | Voti                        | %     | Liste                | Voti   | %     | Seggi |
| ---------------------------- | -------------------------------------- | --------------------------- | ----- | -------------------- | ------ | ----- | ----- |
|                              | Mauro Giliberti Accede al ballottaggio | 23.887                      | 45,30 | Direzione Italia     | 8.969  | 17,48 | 6     |
| Grande Lecce                 | Mauro Giliberti Accede al ballottaggio | 23.887                      | 45,30 | 5.405                | 10,53  | 4     |       |
| Forza Italia                 | Mauro Giliberti Accede al ballottaggio | 23.887                      | 45,30 | 4.609                | 8,98   | 3     |       |
| Fratelli d'Italia            | Mauro Giliberti Accede al ballottaggio | 23.887                      | 45,30 | 2.902                | 5,66   | 2     |       |
| Lecce Città del Mondo        | Mauro Giliberti Accede al ballottaggio | 23.887                      | 45,30 | 2.369                | 4,62   | 1     |       |
| Lecce Popolare               | Mauro Giliberti Accede al ballottaggio | 23.887                      | 45,30 | 1.089                | 2,12   | -     |       |
| Lista Giliberti              | Mauro Giliberti Accede al ballottaggio | 23.887                      | 45,30 | 1.088                | 2,12   | -     |       |
| Noi con Salvini              | Mauro Giliberti Accede al ballottaggio | 23.887                      | 45,30 | 303                  | 0,59   | -     |       |
| Seggio al candidato sindaco  | Seggio al candidato sindaco            | Seggio al candidato sindaco | 45,30 | 1                    |        |       |       |
|                              | Carlo Salvemini Accede al ballottaggio | 15.243                      | 28,90 | Lecce Città Pubblica | 4.396  | 8,57  | 4     |
| Partito Democratico          | Carlo Salvemini Accede al ballottaggio | 15.243                      | 28,90 | 4.338                | 8,46   | 4     |       |
| La Puglia in Più             | Carlo Salvemini Accede al ballottaggio | 15.243                      | 28,90 | 1.541                | 3,00   | 1     |       |
| Una Buona Storia per Lecce   | Carlo Salvemini Accede al ballottaggio | 15.243                      | 28,90 | 1.323                | 2,58   | 1     |       |
| Idea x Lecce                 | Carlo Salvemini Accede al ballottaggio | 15.243                      | 28,90 | 1.009                | 1,97   | 1     |       |
|                              | Alessandro Delli Noci                  | 8.916                       | 16,91 | Unione di Centro (A) | 2.033  | 3,96  | 1     |
| Un'Altra Lecce (B)           | Alessandro Delli Noci                  | 8.916                       | 16,91 | 2.001                | 3,90   | 1     |       |
| Sveglia Lecce (C)            | Alessandro Delli Noci                  | 8.916                       | 16,91 | 1.604                | 3,13   | 1     |       |
| Andare Oltre (D)             | Alessandro Delli Noci                  | 8.916                       | 16,91 | 1.221                | 2,38   | -     |       |
| Cambiamo Lecce (E)           | Alessandro Delli Noci                  | 8.916                       | 16,91 | 809                  | 1,58   | -     |       |
| Lecce Area Metropolitana (F) | Alessandro Delli Noci                  | 8.916                       | 16,91 | 518                  | 1,01   | -     |       |
| Pensionati e Invalidi (G)    | Alessandro Delli Noci                  | 8.916                       | 16,91 | 20                   | 0,04   | -     |       |
| Seggio al candidato sindaco  | Seggio al candidato sindaco            | Seggio al candidato sindaco | 16,91 | 1                    |        |       |       |
|                              | Fabio Valente                          | 3.341                       | 6,34  | Movimento 5 Stelle   | 2.560  | 4,99  | 1     |
|                              | Luca Ruberti                           | 806                         | 1,53  | Lecce Bene Comune    | 850    | 1,66  | -     |
|                              | Matteo Centonze                        | 543                         | 1,03  | CasaPound            | 349    | 0,68  | -     |
| Totale                       | Totale                                 | 52.736                      | 100   |                      | 51.306 | 100   | 32    |

- Le liste contrassegnate con le lettere A, B, C, D, E, F e G sono apparentate al secondo turno con il candidato sindaco Carlo Salvemini.

Ballottaggio
| Candidati | Candidati                  | Voti   | %     |
| --------- | -------------------------- | ------ | ----- |
|           | Carlo Salvemini ✔️ Sindaco | 22.050 | 54,76 |
|           | Mauro Giliberti            | 18.220 | 45,24 |
| Totale    | Totale                     | 40.270 |       |

#### Taranto
| Candidati                                | Candidati                                  | Voti                        | %     | Liste                     | Voti   | %     | Seggi |
| ---------------------------------------- | ------------------------------------------ | --------------------------- | ----- | ------------------------- | ------ | ----- | ----- |
|                                          | Stefania Baldassari Accede al ballottaggio | 20.873                      | 22,27 | Forza Taranto             | 5.949  | 6,74  | 2     |
| Lista Baldassari                         | Stefania Baldassari Accede al ballottaggio | 20.873                      | 22,27 | 4.790                     | 5,43   | 1     |       |
| Taranto nel Cuore                        | Stefania Baldassari Accede al ballottaggio | 20.873                      | 22,27 | 4.619                     | 5,24   | 1     |       |
| Progetto in Comune                       | Stefania Baldassari Accede al ballottaggio | 20.873                      | 22,27 | 2.257                     | 2,56   | -     |       |
| Direzione Taranto                        | Stefania Baldassari Accede al ballottaggio | 20.873                      | 22,27 | 2.236                     | 2,53   | -     |       |
| Taranto Rinasce                          | Stefania Baldassari Accede al ballottaggio | 20.873                      | 22,27 | 1.472                     | 1,67   | -     |       |
| Ambiente e Lavoro                        | Stefania Baldassari Accede al ballottaggio | 20.873                      | 22,27 | 1.112                     | 1,26   | -     |       |
| Iniziativa Democratica per la Puglia     | Stefania Baldassari Accede al ballottaggio | 20.873                      | 22,27 | 505                       | 0,57   | -     |       |
| Seggio al candidato sindaco              | Seggio al candidato sindaco                | Seggio al candidato sindaco | 22,27 | 1                         |        |       |       |
|                                          | Rinaldo Melucci Accede al ballottaggio     | 16.799                      | 17,92 | Partito Democratico       | 10.422 | 11,81 | 11    |
| Partito Socialista Italiano              | Rinaldo Melucci Accede al ballottaggio     | 16.799                      | 17,92 | 1.932                     | 2,19   | 2     |       |
| P.E.R Taranto Diamoci del Noi            | Rinaldo Melucci Accede al ballottaggio     | 16.799                      | 17,92 | 1.691                     | 1,92   | 1     |       |
| Che sia Primavera                        | Rinaldo Melucci Accede al ballottaggio     | 16.799                      | 17,92 | 1.183                     | 1,34   | 1     |       |
| Taranto Popolare - Centristi per Taranto | Rinaldo Melucci Accede al ballottaggio     | 16.799                      | 17,92 | 1.149                     | 1,30   | 1     |       |
| La Scelta #PerTaranto                    | Rinaldo Melucci Accede al ballottaggio     | 16.799                      | 17,92 | 1.125                     | 1,28   | 1     |       |
| Insieme per Cambiare                     | Rinaldo Melucci Accede al ballottaggio     | 16.799                      | 17,92 | 659                       | 0,75   | -     |       |
|                                          | Mario Cito                                 | 11.682                      | 12,46 | Lega d'Azione Meridionale | 9.561  | 10,84 | 2     |
|                                          | Francesco Nevoli                           | 11.652                      | 12,43 | Movimento 5 Stelle        | 8.797  | 9,97  | 2     |
|                                          | Vincenzo Fornaro                           | 9.148                       | 9,76  | Taranto Respira           | 3.854  | 4,37  | -     |
| Partecipazione è Cambiamento             | Vincenzo Fornaro                           | 9.148                       | 9,76  | 2.353                     | 2,67   | -     |       |
| Democrazia Autonomia                     | Vincenzo Fornaro                           | 9.148                       | 9,76  | 914                       | 1,04   | -     |       |
| Seggio al candidato sindaco              | Seggio al candidato sindaco                | Seggio al candidato sindaco | 9,76  | 1                         |        |       |       |
|                                          | Franco Sebastio                            | 8.676                       | 9,26  | Mutavento                 | 2.745  | 3,11  | -     |
| SiAmo Taranto                            | Franco Sebastio                            | 8.676                       | 9,26  | 2.265                     | 2,57   | -     |       |
| Taranto in Comune                        | Franco Sebastio                            | 8.676                       | 9,26  | 2.240                     | 2,54   | -     |       |
| Movimento per il Territorio e la Vita    | Franco Sebastio                            | 8.676                       | 9,26  | 376                       | 0,43   | -     |       |
| Seggio al candidato sindaco              | Seggio al candidato sindaco                | Seggio al candidato sindaco | 9,26  | 1                         |        |       |       |
|                                          | Piero Bitetti                              | 7.677                       | 8,19  | Taranto Bene Comune (A)   | 3.089  | 3,50  | 3     |
| Taranto Futuro Prossimo                  | Piero Bitetti                              | 7.677                       | 8,19  | 1.523                     | 1,73   | -     |       |
| Laboratorio Democratico                  | Piero Bitetti                              | 7.677                       | 8,19  | 945                       | 1,07   | -     |       |
| Cultura e Università                     | Piero Bitetti                              | 7.677                       | 8,19  | 852                       | 0,97   | -     |       |
| Io sto con Taranto                       | Piero Bitetti                              | 7.677                       | 8,19  | 595                       | 0,67   | -     |       |
| Rivoluzione Cristiana                    | Piero Bitetti                              | 7.677                       | 8,19  | 147                       | 0,17   | -     |       |
| Pensionati e Invalidi                    | Piero Bitetti                              | 7.677                       | 8,19  | 94                        | 0,11   | -     |       |
| Seggio al candidato sindaco              | Seggio al candidato sindaco                | Seggio al candidato sindaco | 8,19  | 1                         |        |       |       |
|                                          | Massimo Brandimarte                        | 3.379                       | 3,61  | Lista Brandimarte Sindaco | 1.711  | 1,94  | -     |
| Sviluppo Democrazia Sud                  | Massimo Brandimarte                        | 3.379                       | 3,61  | 1.689                     | 1,91   | -     |       |
|                                          | Luigi Romandini                            | 2.784                       | 2,97  | Taras 2723                | 1.274  | 1,44  | -     |
| Taranto Sorridi                          | Luigi Romandini                            | 2.784                       | 2,97  | 904                       | 1,02   | -     |       |
| Taranto D'Amare                          | Luigi Romandini                            | 2.784                       | 2,97  | 162                       | 0,18   | -     |       |
|                                          | Giuseppe Lessa                             | 1.049                       | 1,12  | Lessa Sindaco             | 1.040  | 1,18  | -     |
| Totale                                   | Totale                                     | 93.719                      | 100   |                           | 88.231 | 100   | 32    |

- La lista contrassegnata con la lettera A è apparentata al secondo turno con il candidato sindaco Rinaldo Melucci.

Ballottaggio
| Candidati | Candidati                  | Voti   | %     |
| --------- | -------------------------- | ------ | ----- |
|           | Rinaldo Melucci ✔️ Sindaco | 26.913 | 50,91 |
|           | Stefania Baldassari        | 25.955 | 49,09 |
| Totale    | Totale                     | 52.868 |       |

### Calabria

#### Catanzaro
| Candidati                        | Candidati                                       | Voti                        | %     | Liste              | Voti   | %     | Seggi |
| -------------------------------- | ----------------------------------------------- | --------------------------- | ----- | ------------------ | ------ | ----- | ----- |
|                                  | Sergio Abramo Accede al ballottaggio            | 21.055                      | 39,73 | Forza Italia       | 5.254  | 10,13 | 6     |
| Catanzaro da Vivere              | Sergio Abramo Accede al ballottaggio            | 21.055                      | 39,73 | 4.724              | 9,11   | 5     |       |
| Catanzaro con Sergio Abramo      | Sergio Abramo Accede al ballottaggio            | 21.055                      | 39,73 | 3.358              | 6,47   | 3     |       |
| Federazione Popolare             | Sergio Abramo Accede al ballottaggio            | 21.055                      | 39,73 | 2.551              | 4,92   | 2     |       |
| Officine del Sud                 | Sergio Abramo Accede al ballottaggio            | 21.055                      | 39,73 | 2.338              | 4,51   | 2     |       |
| Obiettivo Comune                 | Sergio Abramo Accede al ballottaggio            | 21.055                      | 39,73 | 1.935              | 3,73   | 2     |       |
|                                  | Vincenzo Antonio Ciconte Accede al ballottaggio | 16.453                      | 31,04 | Fare per Catanzaro | 4.894  | 9,43  | 3     |
| Svolta Democratica               | Vincenzo Antonio Ciconte Accede al ballottaggio | 16.453                      | 31,04 | 4.055              | 7,82   | 2     |       |
| Partito Democratico              | Vincenzo Antonio Ciconte Accede al ballottaggio | 16.453                      | 31,04 | 2.667              | 5,14   | 1     |       |
| Unione di Centro                 | Vincenzo Antonio Ciconte Accede al ballottaggio | 16.453                      | 31,04 | 2.570              | 4,95   | 1     |       |
| Catanzaro in Rete                | Vincenzo Antonio Ciconte Accede al ballottaggio | 16.453                      | 31,04 | 2.507              | 4,83   | 1     |       |
| S&D - Socialisti e Democratici   | Vincenzo Antonio Ciconte Accede al ballottaggio | 16.453                      | 31,04 | 2.060              | 3,97   | -     |       |
| Alleanza Civica                  | Vincenzo Antonio Ciconte Accede al ballottaggio | 16.453                      | 31,04 | 1.513              | 2,92   | -     |       |
| Partito Socialista Italiano      | Vincenzo Antonio Ciconte Accede al ballottaggio | 16.453                      | 31,04 | 1.087              | 2,10   | -     |       |
| Italia dei Valori - Lista civica | Vincenzo Antonio Ciconte Accede al ballottaggio | 16.453                      | 31,04 | 914                | 1,76   | -     |       |
| Salviamo Catanzaro               | Vincenzo Antonio Ciconte Accede al ballottaggio | 16.453                      | 31,04 | 638                | 1,23   | -     |       |
| Pensionati d'Europa              | Vincenzo Antonio Ciconte Accede al ballottaggio | 16.453                      | 31,04 | 289                | 0,56   | -     |       |
| Seggio al candidato sindaco      | Seggio al candidato sindaco                     | Seggio al candidato sindaco | 31,04 | 1                  |        |       |       |
|                                  | Nicola Fiorita                                  | 12.311                      | 23,23 | Cambiavento        | 3.454  | 6,66  | 1     |
| Insieme per Fiorita              | Nicola Fiorita                                  | 12.311                      | 23,23 | 1.775              | 3,42   | -     |       |
| Catanzaro 1594                   | Nicola Fiorita                                  | 12.311                      | 23,23 | 1.407              | 2,71   | -     |       |
| Seggio al candidato sindaco      | Seggio al candidato sindaco                     | Seggio al candidato sindaco | 23,23 | 1                  |        |       |       |
|                                  | Bianca Laura Granato                            | 3.181                       | 6,00  | Movimento 5 Stelle | 1.890  | 3,64  | -     |
| Totale                           | Totale                                          | 53.000                      | 100   |                    | 51.880 | 100   | 32    |

Ballottaggio
| Candidati | Candidati                | Voti   | %     |
| --------- | ------------------------ | ------ | ----- |
|           | Sergio Abramo ✔️ Sindaco | 21.963 | 64,39 |
|           | Vincenzo Antonio Ciconte | 12.148 | 35,61 |
| Totale    | Totale                   | 34.111 |       |

### Sicilia
A seguito della nuova legge elettorale regionale per le elezioni locali basterà ricevere il 40% dei voti per vincere al primo turno e ricevere il 60% dei seggi alla coalizione vincente: viene nuovamente ripristinato il cosiddetto voto di trascinamento. Il seggio al candidato sindaco perdente viene concesso solo al miglior perdente.

#### Palermo
| Candidati                                                          | Candidati                  | Voti    | %     | Liste                                                               | Voti    | %     | Seggi |
| ------------------------------------------------------------------ | -------------------------- | ------- | ----- | ------------------------------------------------------------------- | ------- | ----- | ----- |
|                                                                    | Leoluca Orlando ✔️ Sindaco | 125.913 | 46,28 | Movimento 139                                                       | 20.373  | 8,61  | 5     |
| Palermo 2022                                                       | Leoluca Orlando ✔️ Sindaco | 125.913 | 46,28 | 20.342                                                              | 8,60    | 5     |       |
| Democratici e Popolari (incl. PD, AP, Centristi per l'Europa)      | Leoluca Orlando ✔️ Sindaco | 125.913 | 46,28 | 20.278                                                              | 8,57    | 5     |       |
| Uniti per Palermo (incl. Sicilia Futura)                           | Leoluca Orlando ✔️ Sindaco | 125.913 | 46,28 | 18.006                                                              | 7,61    | 5     |       |
| Sinistra in Comune (incl. PRC, SI, LAET)                           | Leoluca Orlando ✔️ Sindaco | 125.913 | 46,28 | 16.333                                                              | 6,90    | 4     |       |
| Alleanza per Palermo - Movimento d'iniziativa popolare (incl. MpA) | Leoluca Orlando ✔️ Sindaco | 125.913 | 46,28 | 9.985                                                               | 4,22    | -     |       |
| Mosaico Palermo                                                    | Leoluca Orlando ✔️ Sindaco | 125.913 | 46,28 | 8.740                                                               | 3,69    | -     |       |
|                                                                    | Fabrizio Ferrandelli       | 84.863  | 31,19 | Forza Italia                                                        | 20.367  | 8,61  | 4     |
| Per Palermo con Fabrizio                                           | Fabrizio Ferrandelli       | 84.863  | 31,19 | 17.727                                                              | 7,49    | 3     |       |
| I Coraggiosi                                                       | Fabrizio Ferrandelli       | 84.863  | 31,19 | 14.349                                                              | 6,07    | 3     |       |
| Cantiere Popolare                                                  | Fabrizio Ferrandelli       | 84.863  | 31,19 | 10.071                                                              | 4,26    | -     |       |
| Unione di Centro - Liberali - Popolari                             | Fabrizio Ferrandelli       | 84.863  | 31,19 | 7.240                                                               | 3,06    | -     |       |
| Palermo Prima di Tutto                                             | Fabrizio Ferrandelli       | 84.863  | 31,19 | 5.445                                                               | 2,30    | -     |       |
| Al Centro (Forza Palermo - Palermo al Centro)                      | Fabrizio Ferrandelli       | 84.863  | 31,19 | 2.036                                                               | 0,86    | -     |       |
|                                                                    | Salvatore Ugo Forello      | 44.271  | 16,27 | Movimento 5 Stelle                                                  | 30.950  | 13,08 | 6     |
|                                                                    | Ismaele La Vardera         | 7.043   | 2,59  | Centrodestra per Palermo (Noi con Salvini - FdI - Il Centro Destra) | 6.596   | 2,79  | -     |
|                                                                    | Nadia Spallitta            | 5.220   | 1,92  | Spallitta Sindaco (Verdi - Palermo Città Futura)                    | 3.700   | 1,56  | -     |
|                                                                    | Ciro Lomonte               | 4.787   | 1,76  | Siciliani Liberi                                                    | 4.041   | 1,71  | -     |
| Totale                                                             | Totale                     | 272.097 | 100   |                                                                     | 236.579 | 100   | 40    |

Fonti: Risultati - Seggi

#### Trapani
| Candidati                   | Candidati                             | Voti   | %     | Liste                 | Voti   | %     | Seggi |
| --------------------------- | ------------------------------------- | ------ | ----- | --------------------- | ------ | ----- | ----- |
|                             | Girolamo Fazio Accede al ballottaggio | 10.566 | 31,79 | Lista per Fazio       | 3.458  | 11,05 | -     |
| Uniti per il Futuro         | Girolamo Fazio Accede al ballottaggio | 10.566 | 31,79 | 3.157                 | 10,09  | -     |       |
| Trapani Tua - UDC           | Girolamo Fazio Accede al ballottaggio | 10.566 | 31,79 | 1.610                 | 5,15   | -     |       |
| Progetto per Trapani        | Girolamo Fazio Accede al ballottaggio | 10.566 | 31,79 | 1.600                 | 5,11   | -     |       |
| Io ci Sono                  | Girolamo Fazio Accede al ballottaggio | 10.566 | 31,79 | 482                   | 1,54   | -     |       |
|                             | Piero Savona Accede al ballottaggio   | 8.732  | 26,27 | Partito Democratico   | 3.830  | 12,24 | -     |
| Cittadini per Trapani       | Piero Savona Accede al ballottaggio   | 8.732  | 26,27 | 2.639                 | 8,44   | -     |       |
| Trapani Svegliati           | Piero Savona Accede al ballottaggio   | 8.732  | 26,27 | 2.074                 | 6,63   | -     |       |
|                             | Antonio D'Alì                         | 7.797  | 23,46 | Forza Italia          | 4.442  | 14,20 | -     |
| Partito Socialista Italiano | Antonio D'Alì                         | 7.797  | 23,46 | 2.561                 | 8,19   | -     |       |
| Per la Grande Città         | Antonio D'Alì                         | 7.797  | 23,46 | 1.146                 | 3,66   | -     |       |
|                             | Marcello Maltese                      | 5.574  | 16,77 | Movimento 5 Stelle    | 3.754  | 12,00 | -     |
|                             | Giuseppe Marascia                     | 566    | 1,70  | Città a Misura d'Uomo | 534    | 1,71  | -     |
| Totale                      | Totale                                | 33.235 | 100   | -                     | 31.287 | 100   | -     |

Ballottaggio
| Candidati | Candidati            | Voti   | %      |
| --------- | -------------------- | ------ | ------ |
|           | Piero Savona         | 14.536 | 100,00 |
|           | Candidatura ritirata | -      | -      |
| Totale    |                      |        |        |

Fonti: Primo turno - Secondo turno
Dopo il risultato del primo turno delle amministrative dell'11 giugno 2017, il candidato più votato Girolamo Fazio decade dal ballottaggio in seguito alla mancata presentazione della lista degli assessori. Al secondo turno lo sfidante Pietro Savona non viene eletto, in ragione del mancato raggiungimento del quorum del 50% dei votanti.

### Sardegna

#### Oristano
| Candidati                              | Candidati                           | Voti                        | %     | Liste                                     | Voti   | %     | Seggi |
| -------------------------------------- | ----------------------------------- | --------------------------- | ----- | ----------------------------------------- | ------ | ----- | ----- |
|                                        | Andrea Lutzu Accede al ballottaggio | 4.955                       | 29,60 | Forza Italia                              | 2.351  | 14,81 | 8     |
| Riformatori Sardi                      | Andrea Lutzu Accede al ballottaggio | 4.955                       | 29,60 | 851                                       | 5,36   | 3     |       |
| Fortza Paris                           | Andrea Lutzu Accede al ballottaggio | 4.955                       | 29,60 | 833                                       | 5,25   | 3     |       |
| Un'altra Oristano                      | Andrea Lutzu Accede al ballottaggio | 4.955                       | 29,60 | 368                                       | 2,32   | 1     |       |
| Fratelli d'Italia                      | Andrea Lutzu Accede al ballottaggio | 4.955                       | 29,60 | 241                                       | 1,52   | -     |       |
|                                        | Maria Obinu Accede al ballottaggio  | 3.656                       | 21,84 | Partito Democratico                       | 1.823  | 11,48 | 2     |
| Oristano nel Cuore                     | Maria Obinu Accede al ballottaggio  | 3.656                       | 21,84 | 486                                       | 3,06   | -     |       |
| Unione Popolare Cristiana              | Maria Obinu Accede al ballottaggio  | 3.656                       | 21,84 | 464                                       | 2,92   | -     |       |
| Valore Comune                          | Maria Obinu Accede al ballottaggio  | 3.656                       | 21,84 | 423                                       | 2,66   | -     |       |
| Partito Socialista Italiano            | Maria Obinu Accede al ballottaggio  | 3.656                       | 21,84 | 272                                       | 1,71   | -     |       |
| Partito Sardo d'Azione                 | Maria Obinu Accede al ballottaggio  | 3.656                       | 21,84 | 235                                       | 1,48   | -     |       |
| Seggio al candidato sindaco            | Seggio al candidato sindaco         | Seggio al candidato sindaco | 21,84 | 1                                         |        |       |       |
|                                        | Vincenzo Pecoraro                   | 2.854                       | 17,05 | Unione di Centro                          | 1.053  | 6,63  | 1     |
| Partito dei Sardi                      | Vincenzo Pecoraro                   | 2.854                       | 17,05 | 994                                       | 6,26   | -     |       |
| Idee Rinnovabili                       | Vincenzo Pecoraro                   | 2.854                       | 17,05 | 547                                       | 3,45   | -     |       |
| Cittadini per Oristano                 | Vincenzo Pecoraro                   | 2.854                       | 17,05 | 491                                       | 3,09   | -     |       |
| Seggio al candidato sindaco            | Seggio al candidato sindaco         | Seggio al candidato sindaco | 17,05 | 1                                         |        |       |       |
|                                        | Filippo Martinez                    | 2.506                       | 14,97 | Capitale Oristano Arti Mestieri e Imprese | 919    | 5,79  | 1     |
| Sport Salute Volontariato Natura       | Filippo Martinez                    | 2.506                       | 14,97 | 813                                       | 5,12   | -     |       |
| Scuola Identità Ambasciatori nel Mondo | Filippo Martinez                    | 2.506                       | 14,97 | 342                                       | 2,15   | -     |       |
| Seggio al candidato sindaco            | Seggio al candidato sindaco         | Seggio al candidato sindaco | 14,97 | 1                                         |        |       |       |
|                                        | Anna Maria Uras                     | 1.565                       | 9,35  | Coraggio e Libertà                        | 1.248  | 7,86  | 1     |
|                                        | Patrizia Cadau                      | 1.203                       | 7,19  | Movimento 5 Stelle                        | 1.123  | 7,07  | 1     |
| Totale                                 | Totale                              | 16.739                      | 100   |                                           | 15.877 | 100   | 24    |

Ballottaggio
| Candidati | Candidati               | Voti   | %     |
| --------- | ----------------------- | ------ | ----- |
|           | Andrea Lutzu ✔️ Sindaco | 7.822  | 65,29 |
|           | Maria Obinu             | 4.158  | 34,71 |
| Totale    | Totale                  | 11.980 |       |

## Elezioni metropolitane
Nell'autunno 2017, la Città metropolitana di Genova ha rinnovato il proprio consiglio metropolitano. Si tratta delle seconde elezioni a suffragio ristretto.
| Città metropolitana | Sindaco metropolitano                        | Sindaco metropolitano | Liste Consiglio            | Seggi   | Note   |
| ------------------- | -------------------------------------------- | --------------------- | -------------------------- | ------- | ------ |
| Genova              |                                              | Marco Bucci (IND)     | Per la Città Metropolitana | 11 / 18 | [ 26 ] |
| Genova              | Patto Metropolitano                          | Marco Bucci (IND)     | 5 / 18                     |         | [ 26 ] |
| Genova              | Avanti Tigullio                              | Marco Bucci (IND)     | 1 / 18                     |         | [ 26 ] |
| Genova              | Coalizione Civica per la Città Metropolitana | Marco Bucci (IND)     | 1 / 18                     |         | [ 26 ] |

## Elezioni provinciali
Le elezioni amministrative provinciali si sono svolte a suffragio ristretto, come previsto dalla normativa in essere.
| Elezioni del Presidente della provincia e del Consiglio provinciale | Elezioni del Presidente della provincia e del Consiglio provinciale | Elezioni del Presidente della provincia e del Consiglio provinciale | Elezioni del Presidente della provincia e del Consiglio provinciale | Elezioni del Presidente della provincia e del Consiglio provinciale | Elezioni del Presidente della provincia e del Consiglio provinciale | Elezioni del Presidente della provincia e del Consiglio provinciale | Elezioni del Presidente della provincia e del Consiglio provinciale | Elezioni del Presidente della provincia e del Consiglio provinciale |
| Provincia                                                           | Presidente uscente                                                  | Presidente uscente                                                  | Presidente eletto                                                   | Presidente eletto                                                   | Consiglio provinciale                                               | Consiglio provinciale                                               | Consiglio provinciale                                               | Note                                                                |
| Provincia                                                           | Presidente uscente                                                  | Presidente uscente                                                  | Presidente eletto                                                   | Presidente eletto                                                   | Csx                                                                 | LN                                                                  | Cdx                                                                 | Note                                                                |
| ------------------------------------------------------------------- | ------------------------------------------------------------------- | ------------------------------------------------------------------- | ------------------------------------------------------------------- | ------------------------------------------------------------------- | ------------------------------------------------------------------- | ------------------------------------------------------------------- | ------------------------------------------------------------------- | ------------------------------------------------------------------- |
| Provincia                                                           | Presidente uscente                                                  | Presidente uscente                                                  | Presidente eletto                                                   | Presidente eletto                                                   |                                                                     |                                                                     |                                                                     | Note                                                                |
| Monza                                                               |                                                                     | Pietro Luigi Ponti (PD)                                             |                                                                     | Roberto Invernizzi (PD)                                             | 10                                                                  | 2                                                                   | 4                                                                   | [ 27 ]                                                              |
| Totale seggi per partito                                            | Totale seggi per partito                                            | Totale seggi per partito                                            | Totale seggi per partito                                            | Totale seggi per partito                                            | 10                                                                  | 2                                                                   | 4                                                                   | 16                                                                  |